# シーメンスS70形電車

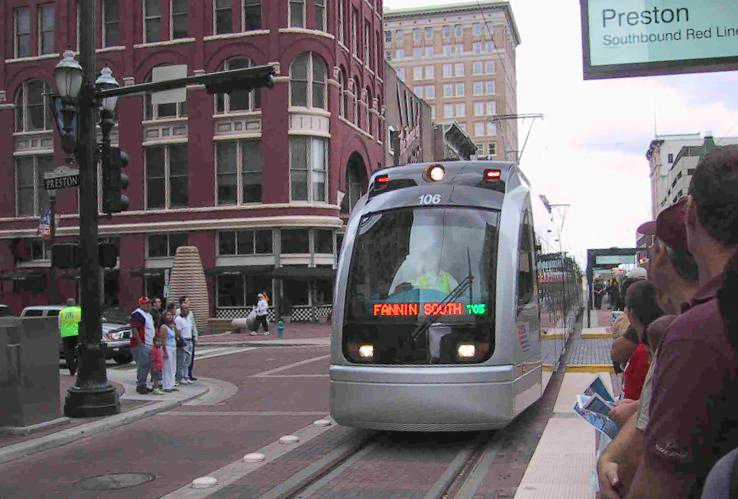
ヒューストンに最初に導入されたS70（2004年撮影）

S70は、ドイツの鉄道車両メーカーであるシーメンスが路面電車やライトレール用に開発した、車内の70 - 80％が低床構造となっている部分超低床電車。アメリカ合衆国を始めとした北アメリカ向けに設計がなされている。
この項目では、S70を基にヨーロッパのトラムトレイン向けに開発されたアヴァント（Avanto）についても解説する。

## 概要
都心と郊外を結び長距離の専用軌道を有するライトレール向けに、2004年から展開が開始された形式。耐候性抗張力鋼（LATH）で製造された車体は総重量を削減するため軽量化が重視されているのと同時に、アメリカにおける厳しい強度や安全基準を満たした設計がなされている。編成は3車体連接式で、運転台側に動力台車を有する先頭車体が、屋根上に集電装置を搭載し付随台車が設置された車体長が短い中間車体を挟み込む構造となっている。編成長は最短24.7 m、最長29.4 mから選択出来、自動連結器を設置する場合は最大5両まで総括制御による連結運転が可能である。設計最高速度は105 km/h（65 mph）を想定している。
車内全体のうち、動力台車がある車端部を除いた70％が床面高さを350 mmに抑えた低床構造になっており、乗降扉もその部分に設置されているため、乗客は都心や郊外に設置された低床式プラットホームから段差なく乗降が可能である。屋根上には冷暖房双方に対応した空調装置が搭載されている。
また、都心の併用軌道を中心に走行する路面電車（ストリートカー）やプラットホームの長さに制限がある路線向けとして、S70US（S70 Ultra Short）、もしくはストリートカー・S70（Streetcar S70）とも呼ばれる小型仕様の製造も行われている。3車体連接式の編成や低床率70％の車内構造はS70と同様だが、全長を24.7 - 24.8 m級に縮める事で交差点が多い都心の道路上でも自動車や歩行者の通行に支障をきたす事なく運用する事が可能である。また導入都市によっては最高速度が56 km/h（35 mph）に抑えられている。
2019年以降はこれらの車両の設計を基に、IoTへの対応による運用・保守の効率化や車内レイアウトの改良が施されたS700の製造が進められている。

## 導入都市

### ヒューストン

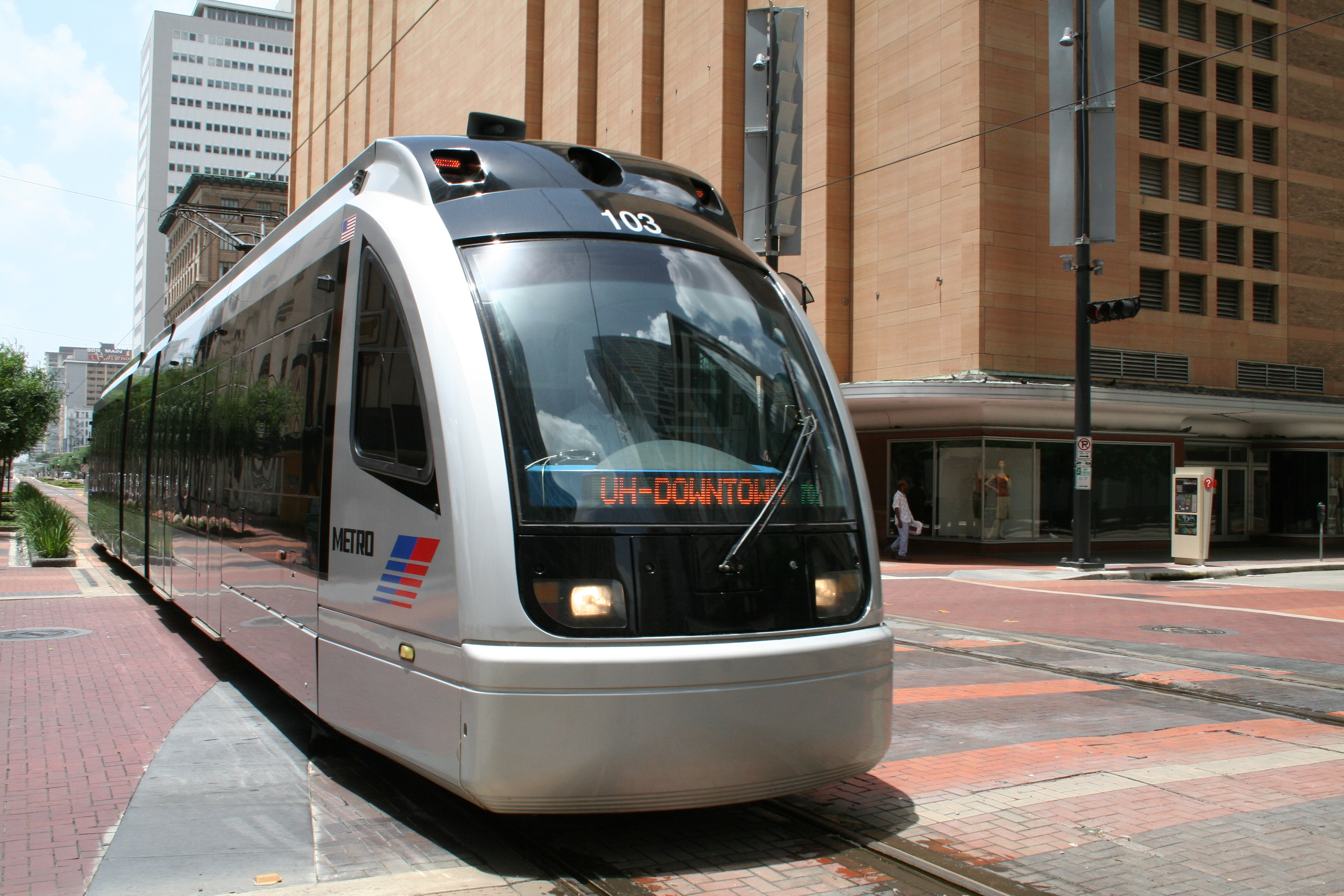
メトロレール H1形（2006年撮影）

テキサス州ヒューストンのライトレールであるメトロレールは、S70が最初に導入された路線である。2004年1月の開通に併せて導入された最初の18両はH1形、2012年12月以降増備車として導入された19両はH2形と呼ばれており、前面形状や高床部分の床面高さなどに差異が存在する。このうちH2形は後述するユタ交通公社（ソルトレイクシティ）向けの車両と共に発注が実施された。
これらに加え、2019年にはさらに14両のS70の発注が実施されており、これらの車両は車内レイアウトを見直すことで通路を広げ、車椅子やベビーカーの往来が容易になるよう改良がなされる予定である。

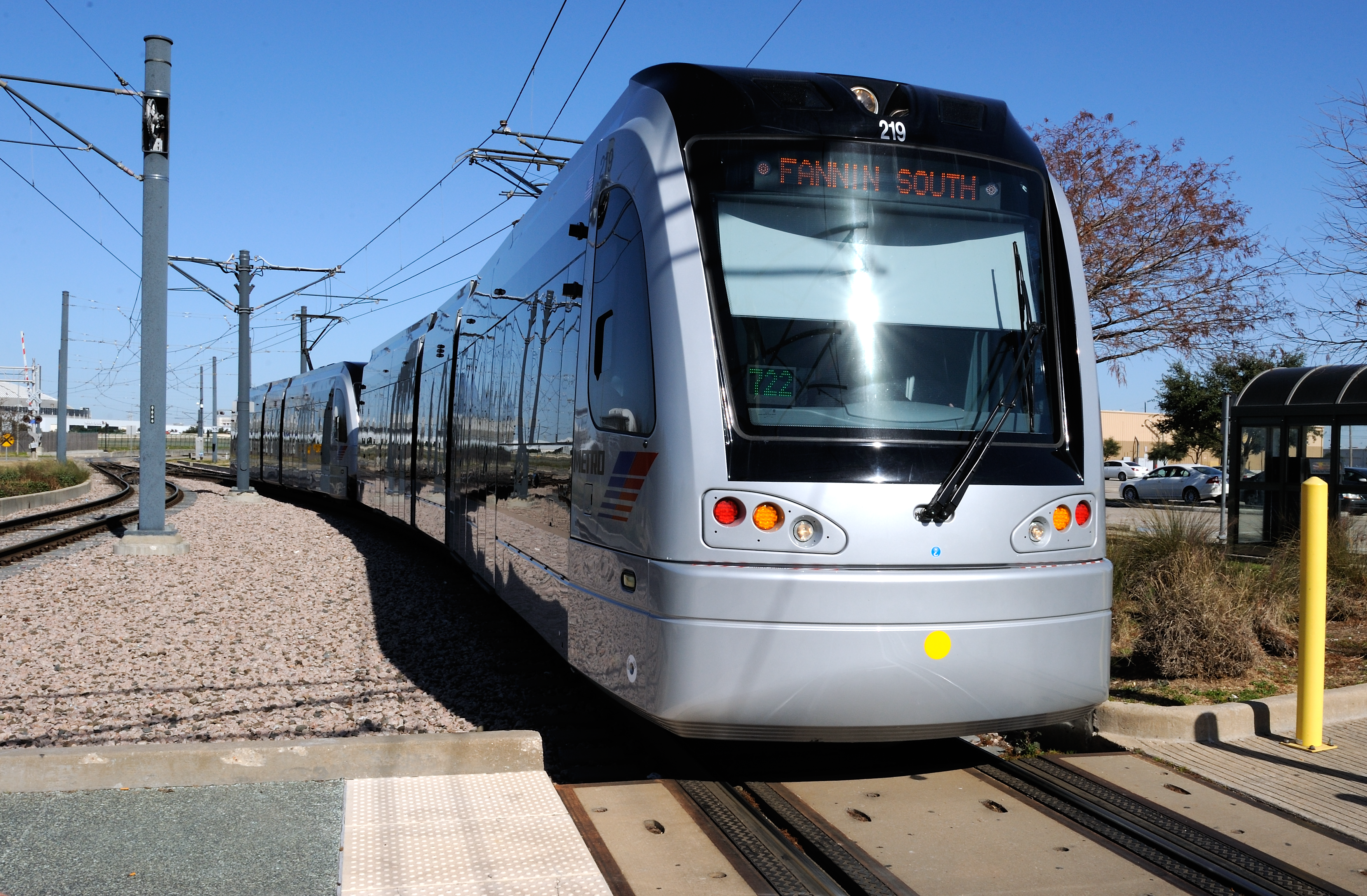
メトロレール H2形（2014年撮影）
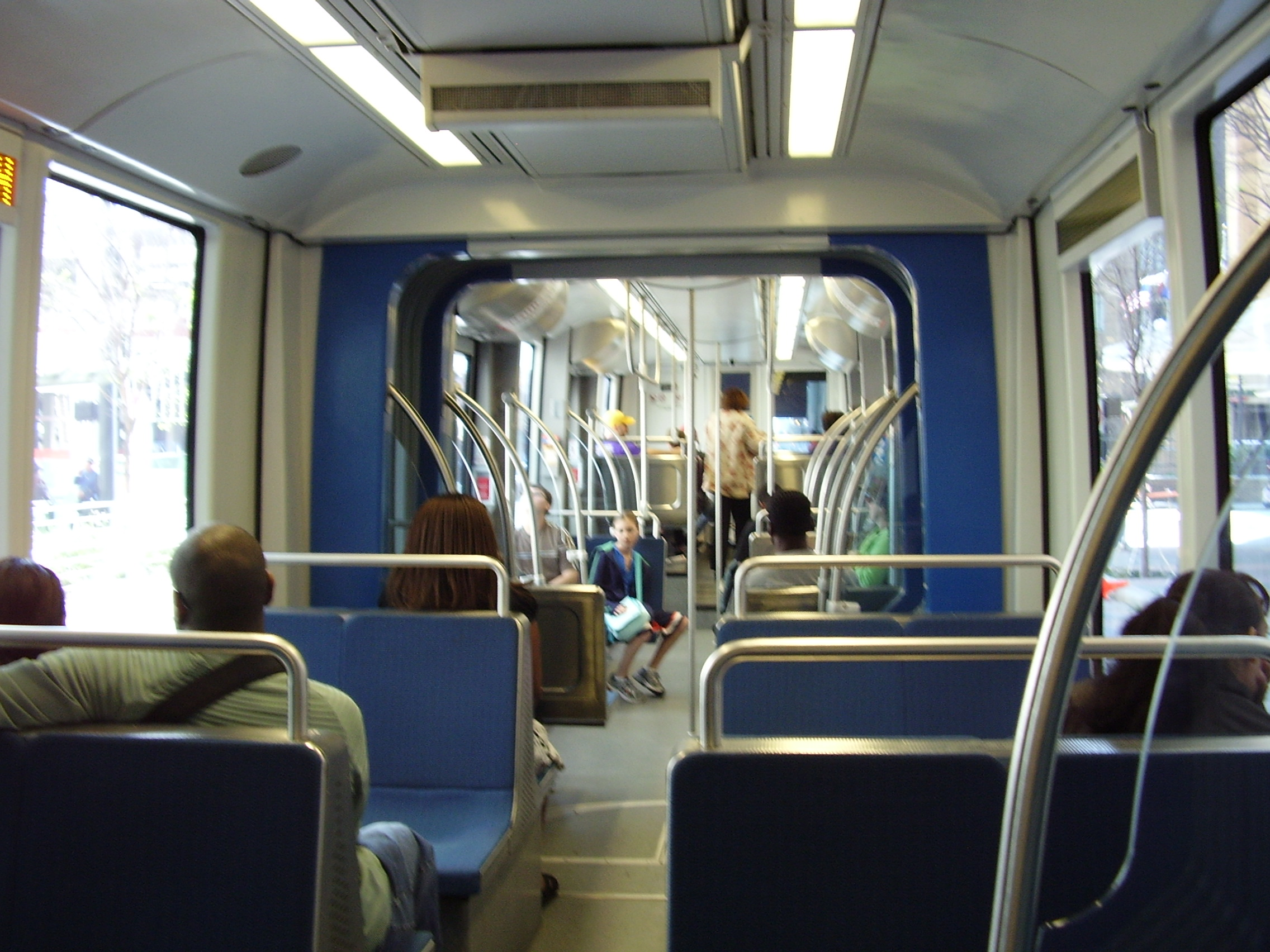
車内

| 製造年                      | 総数                  | 軌間       | 架線電圧             | 編成                                                                    | 運転台         | 台車数                              | 備考・参考              |
| --------------------------- | --------------------- | ---------- | -------------------- | ----------------------------------------------------------------------- | -------------- | ----------------------------------- | ----------------------- |
| 2003-(H1形) 2012-(H2形)     | 18両(H1形) 19両(H2形) | 1,435mm    | 直流750V             | 3車体連接車                                                             | 両運転台       | 2台(動力台車) 1台(付随台車)         | [ 5 ] [ 6 ] [ 9 ]       |
| 営業最高速度                | 全長                  | 全幅       | 全高                 | 床面高さ                                                                | 低床率         | 軸距                                | 重量                    |
| 106km/h(H1形) 105km/h(H2形) | 29,370mm              | 2,650mm    | 3,870mm (集電装置含) | 699mm(高床部分,H1形) 670mm(高床部分,H2形) 396mm(低床部分) 356mm(扉部分) | 70％           | 1,900mm(動力台車) 1,800mm(付随台車) | 44.7t(H1形) 44.1t(H2形) |
| 設計最高速度                | 加速度                | 常用減速度 | 非常減速度           | 着席定員                                                                | 車椅子スペース | 最大定員                            | 主電動機出力            |
| 120km/h(H1形) 111km/h(H2形) | 1.34m/s2              | 1.34m/s2   | 2.20m/s2             | 72人(H1形)                                                              | 4箇所          | 241人(H1形)                         | 130kw×4基               |

### サンディエゴ

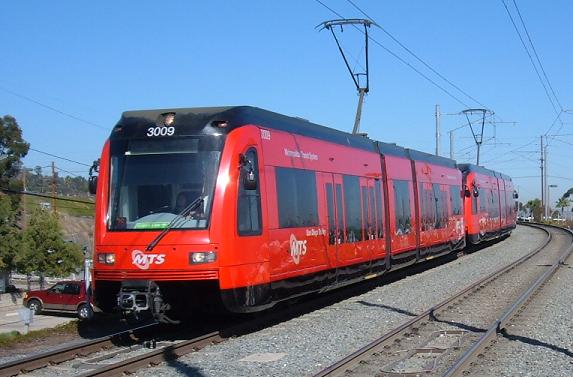
サンディエゴ・トロリー 3000形

カリフォルニア州サンディエゴのライトレールであるサンディエゴ・トロリーでは、2005年以降S70やそれを基にした部分超低床電車の導入が続いている。最初に導入された車両は全長27.6 mの3000形、2009年から増備された車両は全長を24.8 mに縮めたS70US規格の4000形、2019年以降製造されている車両はS70USを基にメンテナンスの簡素化や車内レイアウトの改良が図られたS700規格の5000形である。

### シャーロット

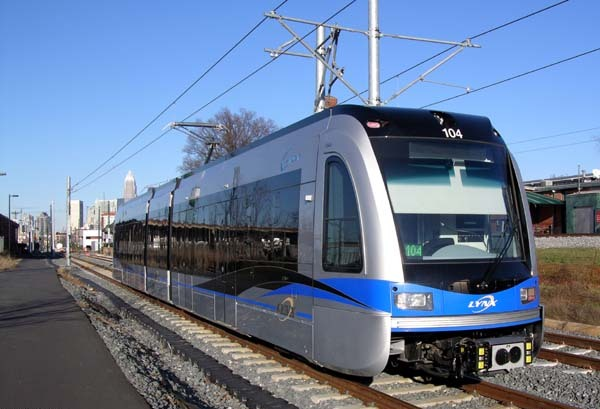
リンクス・ブルーライン

ノースカロライナ州シャーロットで公共交通機関を運営するシャーロット地区交通局（CATS）はリンクス（Lynx）と言う愛称の路面電車路線網を有するが、そのうち最初にS70が導入されたのは、2007年の開業に併せて発注が行われたブルーラインであった。当初は16両が使用されたが、利用客の増加に伴い2010年に4両が増備された他、2014年にも路線延長用として22両の追加発注が実施され、同年10月以降導入が行われている。
一方、CATSが運営する市街地のストリートカーであるゴールドラインは2015年の開通以降旧型路面電車を模したレプリカが使用されていたが、延伸計画に併せてこれらの車両を置き換える事となり、2016年11月に6両のS70がシーメンスに発注された。全長は25,908 mm（85 ft）、定員は255人（着席56人）で、延伸区間の一部は非電化の架線レス区間で建設されるため、車両には充電池が搭載される。延伸区間の開通は2020年を予定している。
| 製造年       | 総数       | 軌間       | 架線電圧             | 編成                                          | 運転台                                    | 台車数                              | 備考・参考                         |
| ------------ | ---------- | ---------- | -------------------- | --------------------------------------------- | ----------------------------------------- | ----------------------------------- | ---------------------------------- |
| 2007-        | 42両(101-) | 1,435mm    | 直流750V             | 3車体連接車                                   | 両運転台                                  | 2台(動力台車) 1台(付随台車)         | 諸元はブルーライン向け車両に基づく |
| 営業最高速度 | 全長       | 全幅       | 全高                 | 床面高さ                                      | 低床率                                    | 軸距                                | 重量                               |
| 106km/h      | 28,528mm   | 2,650mm    | 3,870mm (集電装置含) | 699mm(高床部分) 396mm(低床部分) 356mm(扉部分) | 70％                                      | 1,900mm(動力台車) 1,800mm(付随台車) | 43.9t                              |
| 設計最高速度 | 加速度     | 常用減速度 | 非常減速度           | 着席定員                                      | 車椅子スペース 自転車ラック               | 最大定員                            | 主電動機出力                       |
| 120km/h      | 1.34m/s2   | 1.34m/s2   | 2.20m/s2             | 68人                                          | 4箇所(車椅子スペース) 2箇所(自転車ラック) | 230人                               | 130kw×4基                          |

### ポートランド都市圏

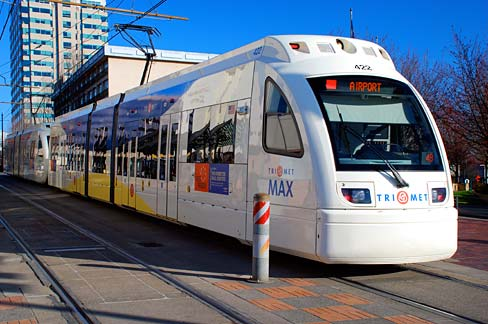
トライメット タイプ4

トライメットがポートランド都市圏で運営するMAXライトレールには、2009年以降路線延伸や旧型車両の置き換え用としてS70およびS700の導入が実施されている。最初に登場した車両はタイプ4（Type 4）であったが、空調やシートピッチが利用客の不評を買った事から、2015年以降導入されたタイプ5（Type 5）ではそれらを含めた改良が実施された。2021年からは高床車の置き換え用として、電子機器の改良を伴うS700規格のタイプ6（Type 6）が導入される。

### ノーフォーク

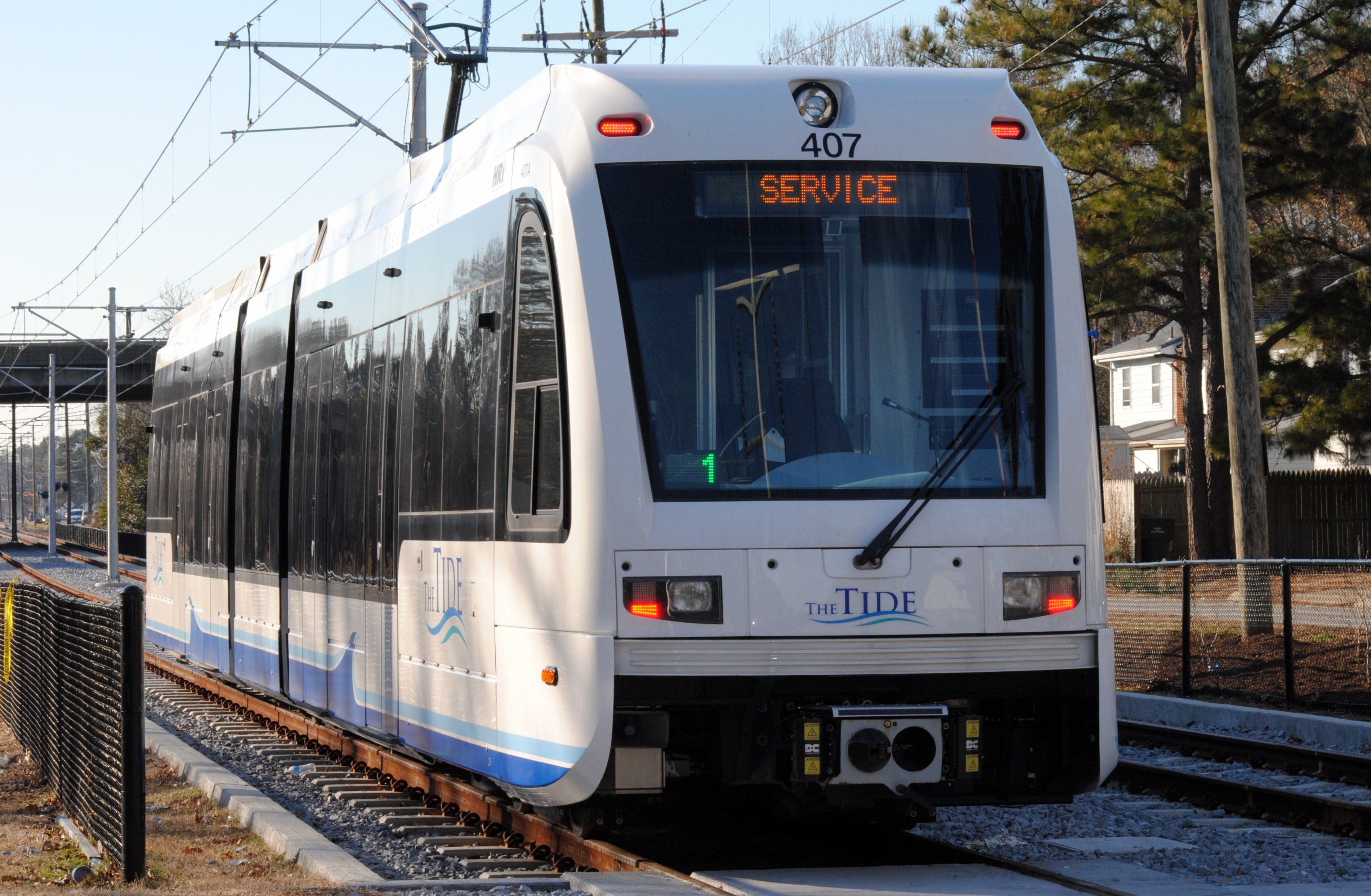
タイド

バージニア州ノーフォークのライトレール路線であるタイドでは、2011年8月28日の開業時から9両のS70が使用されている。定員は150人（着席70人）、営業最高速度は89 km/h（55 mph）で、通常営業には6両を使用し3両は予備車として車庫に待機する。
| 製造年       | 総数     | 軌間       | 架線電圧             | 編成                                          | 運転台         | 台車数                              | 備考・参考   |
| ------------ | -------- | ---------- | -------------------- | --------------------------------------------- | -------------- | ----------------------------------- | ------------ |
| 2011-        | 9両      | 1,435mm    | 直流750V             | 3車体連接車                                   | 両運転台       | 2台(動力台車) 1台(付随台車)         | [ 27 ]       |
| 2011-        | 全長     | 全幅       | 全高                 | 床面高さ                                      | 低床率         | 軸距                                | 重量         |
| 2011-        | 28,530mm | 2,650mm    | 3,870mm (集電装置含) | 670mm(高床部分) 396mm(低床部分) 356mm(扉部分) | 70％           | 1,900mm(動力台車) 1,800mm(付随台車) | 45.13t       |
| 営業最高速度 | 加速度   | 常用減速度 | 非常減速度           | 着席定員                                      | フリースペース | 最大定員                            | 主電動機出力 |
| 88.5km/h     | 1.34m/s2 | 1.34m/s2   | 2.2m/s2              | 68人                                          | 4箇所          | 230人                               | 130kw×4基    |

### ソルトレイクシティ

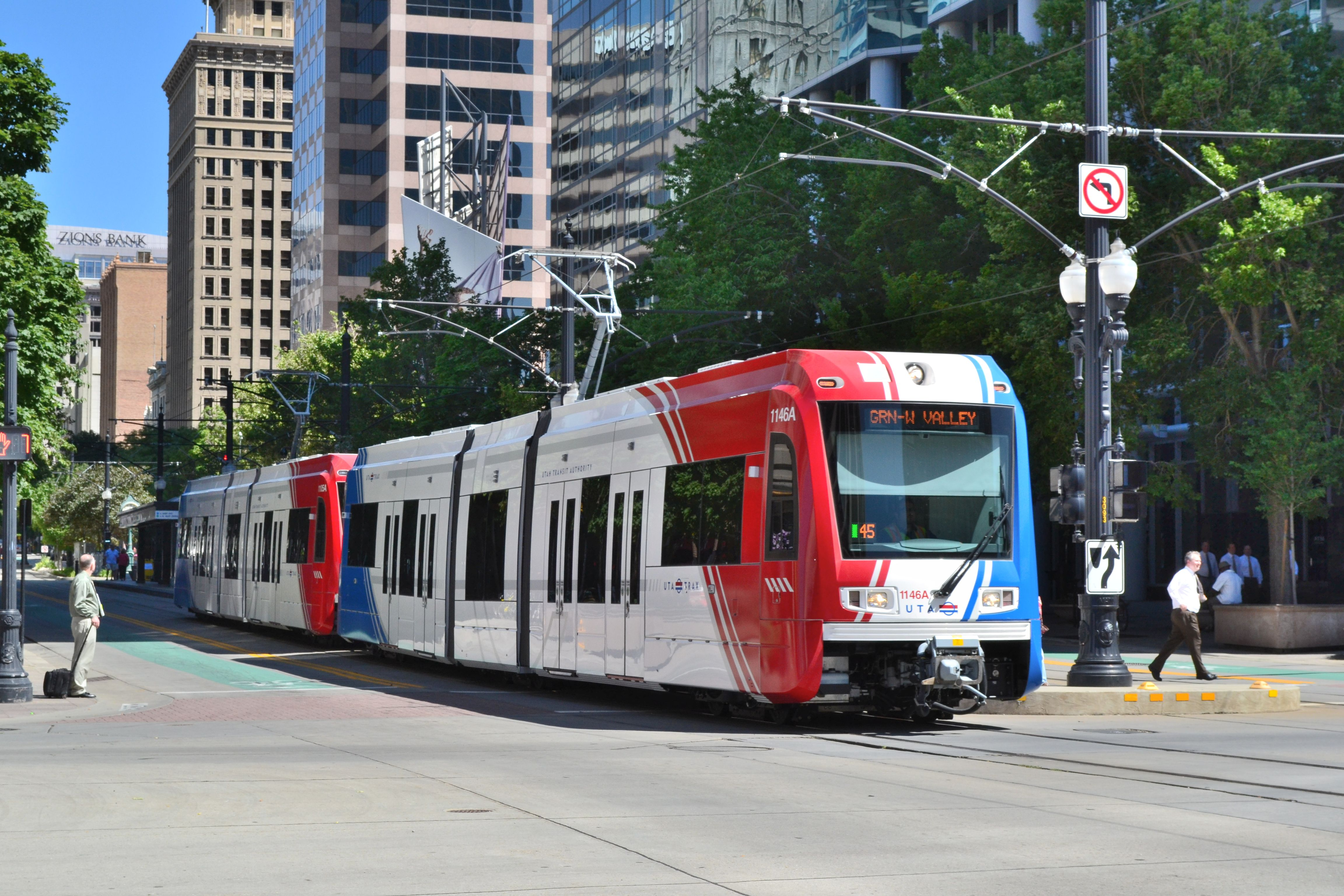
TRAX（2011年撮影）

2008年、ユタ交通公社はライトレールのTRAXの延伸計画に向けた車両としてS70を77両導入する契約がシーメンスとの間に交わされ、2011年7月7日から営業運転を開始した。プラットホームの長さの関係上、全長が24.8 mに短縮された「S70US」として製造され、2013年に開通したストリートカー路線であるSラインにも塗装や前面の形状が変更された同型車両が使用されている。

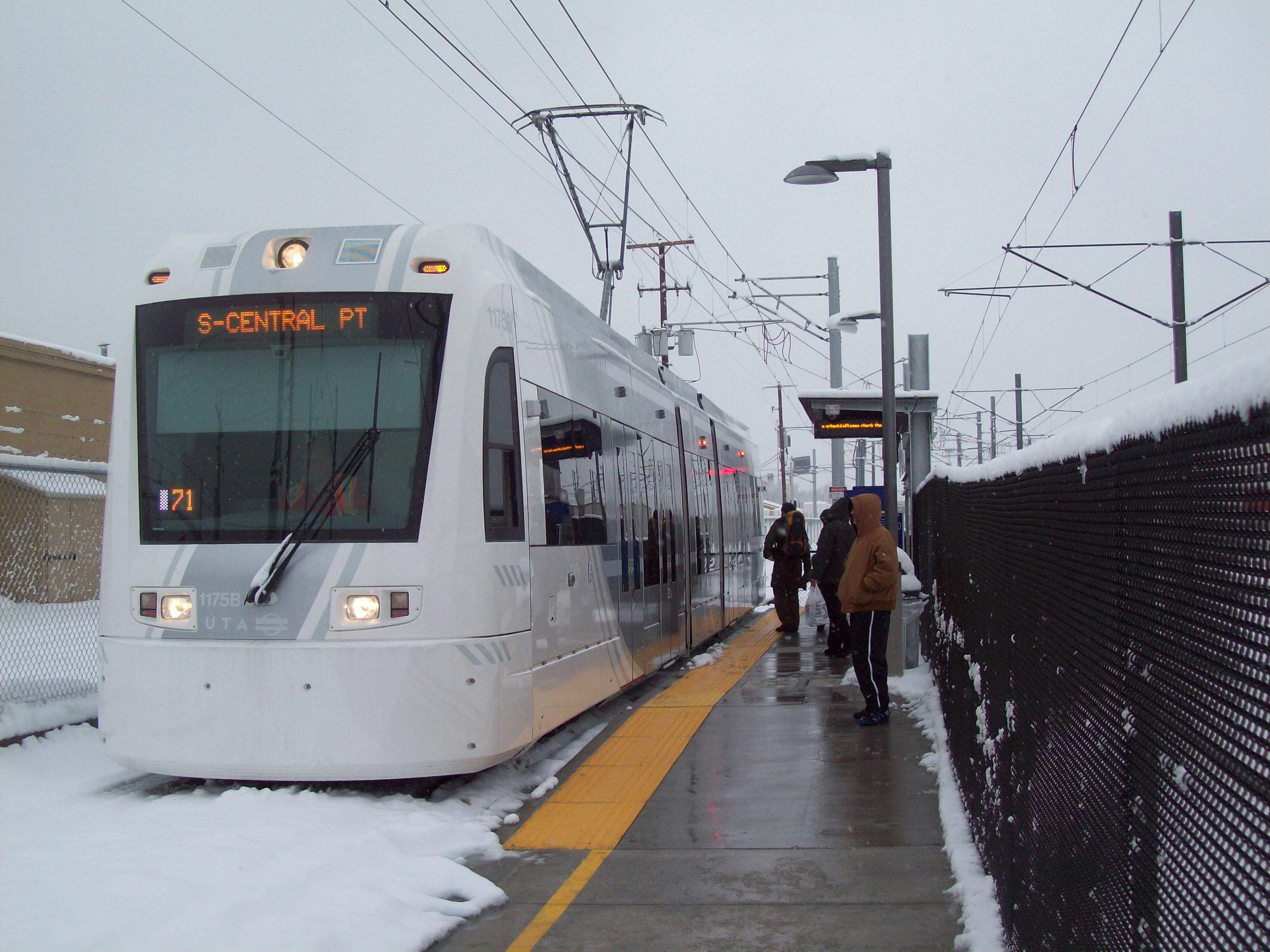
Sライン（2013年撮影）
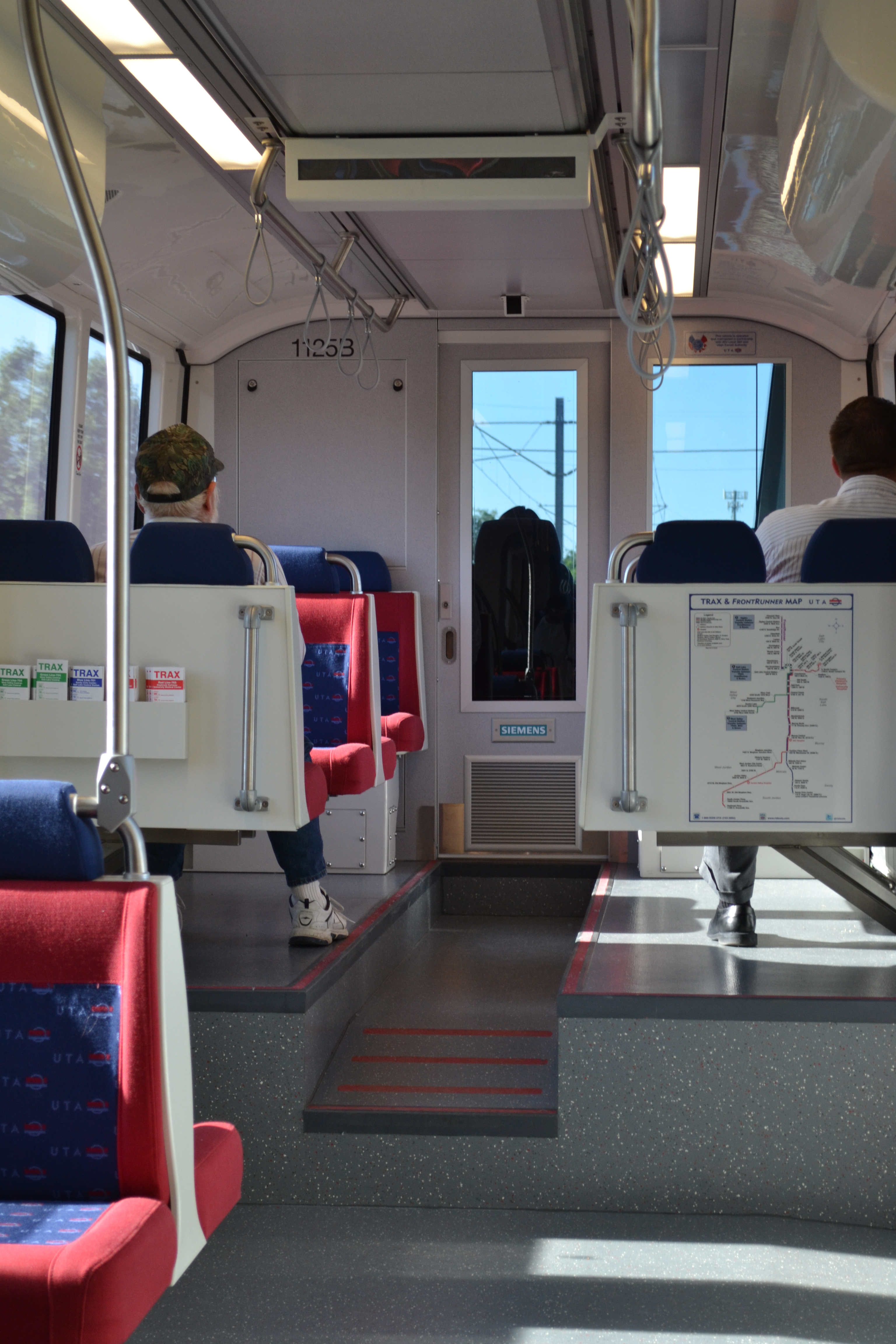
車内（ライトレール用）

| 製造年       | 総数     | 軌間       | 架線電圧             | 編成                                          | 運転台         | 台車数                              | 備考・参考    |
| ------------ | -------- | ---------- | -------------------- | --------------------------------------------- | -------------- | ----------------------------------- | ------------- |
| 2010-        | 77両     | 1,435mm    | 直流600V             | 3車体連接車                                   | 両運転台       | 2台(動力台車) 1台(付随台車)         | [ 28 ] [ 29 ] |
| 2010-        | 全長     | 全幅       | 全高                 | 床面高さ                                      | 低床率         | 軸距                                | 重量          |
| 2010-        | 24,810mm | 2,650mm    | 3,749mm (集電装置含) | 855mm(高床部分) 396mm(低床部分) 356mm(扉部分) | 70％           | 1,900mm(動力台車) 1,800mm(付随台車) | 43.8t         |
| 営業最高速度 | 加速度   | 常用減速度 | 非常減速度           | 着席定員                                      | フリースペース | 最大定員                            | 主電動機出力  |
| 88km/h       | 1.34m/s2 | 1.34m/s2   | 2.18m/s2             | 60人                                          | 2箇所          | 225人                               | 130kw×4基     |

### ミネアポリス・セントポール都市圏

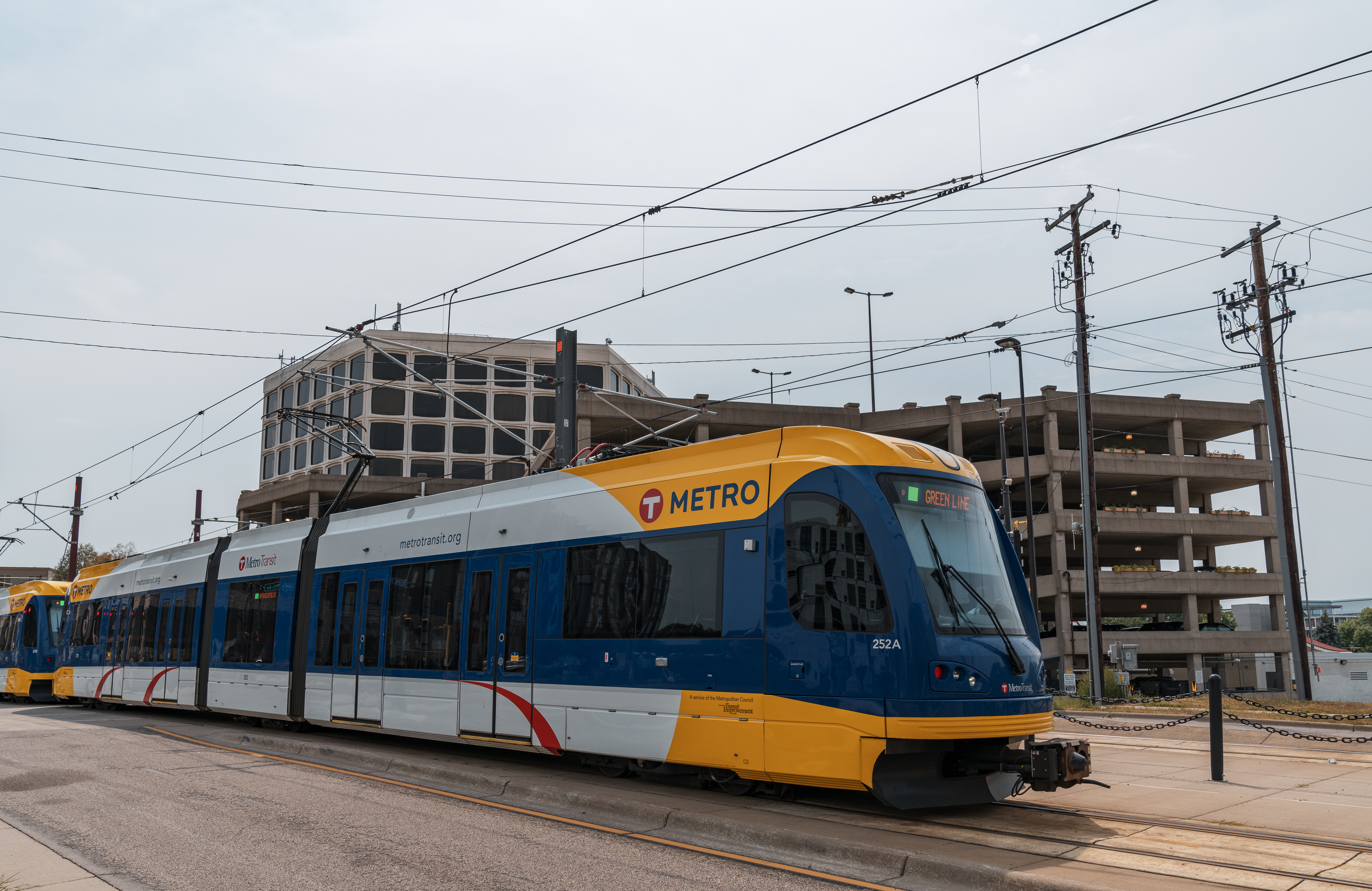
メトロ 200形

ツインシティーズとも呼ばれるミネアポリスとセントポール両都市に跨る都市圏には、メトロと呼ばれるライトレールが存在する。2011年、この路線を運営するメトロ・トランジットは路線延伸に備えてシーメンスとの間にS70を導入する契約を交わした。車椅子利用客を始めとした様々な利用客に配慮した設計となっており、油圧サスペンションにより床面高さを調節する機能が搭載されている。最初の発注分は2013年に営業運転を開始し、2014年までに59両が投入された。さらに2015年に5両、2016年に27両の追加発注が実施されており、そのうち2016年発注分は車内レイアウトの改良が行われている。

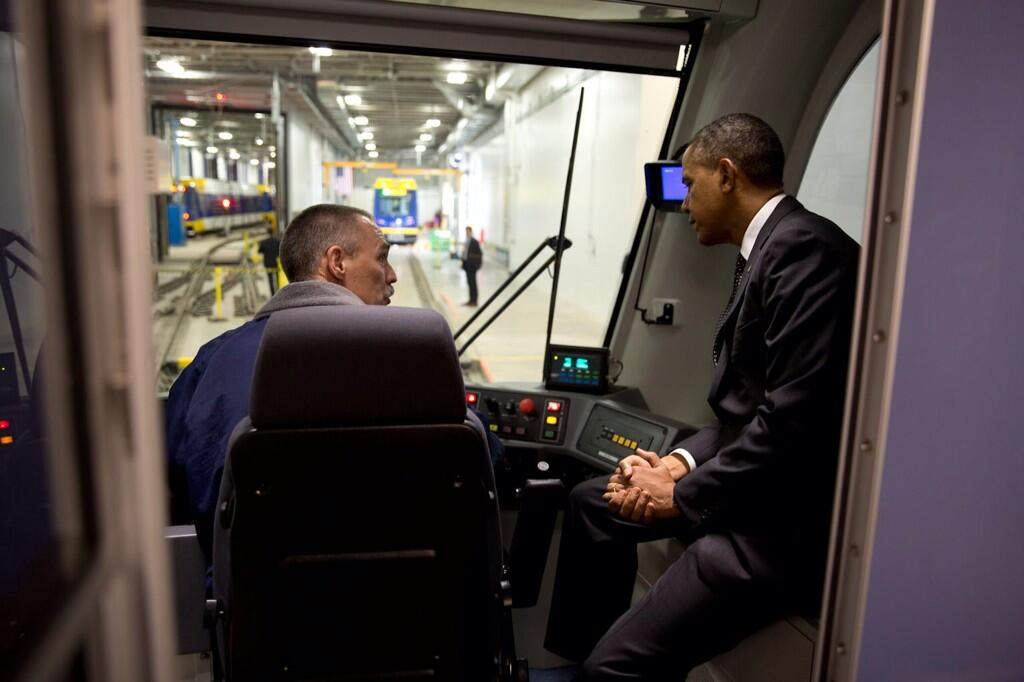
バラク・オバマ大統領（当時）が視察に訪れた運転室内部（2014年3月8日撮影）
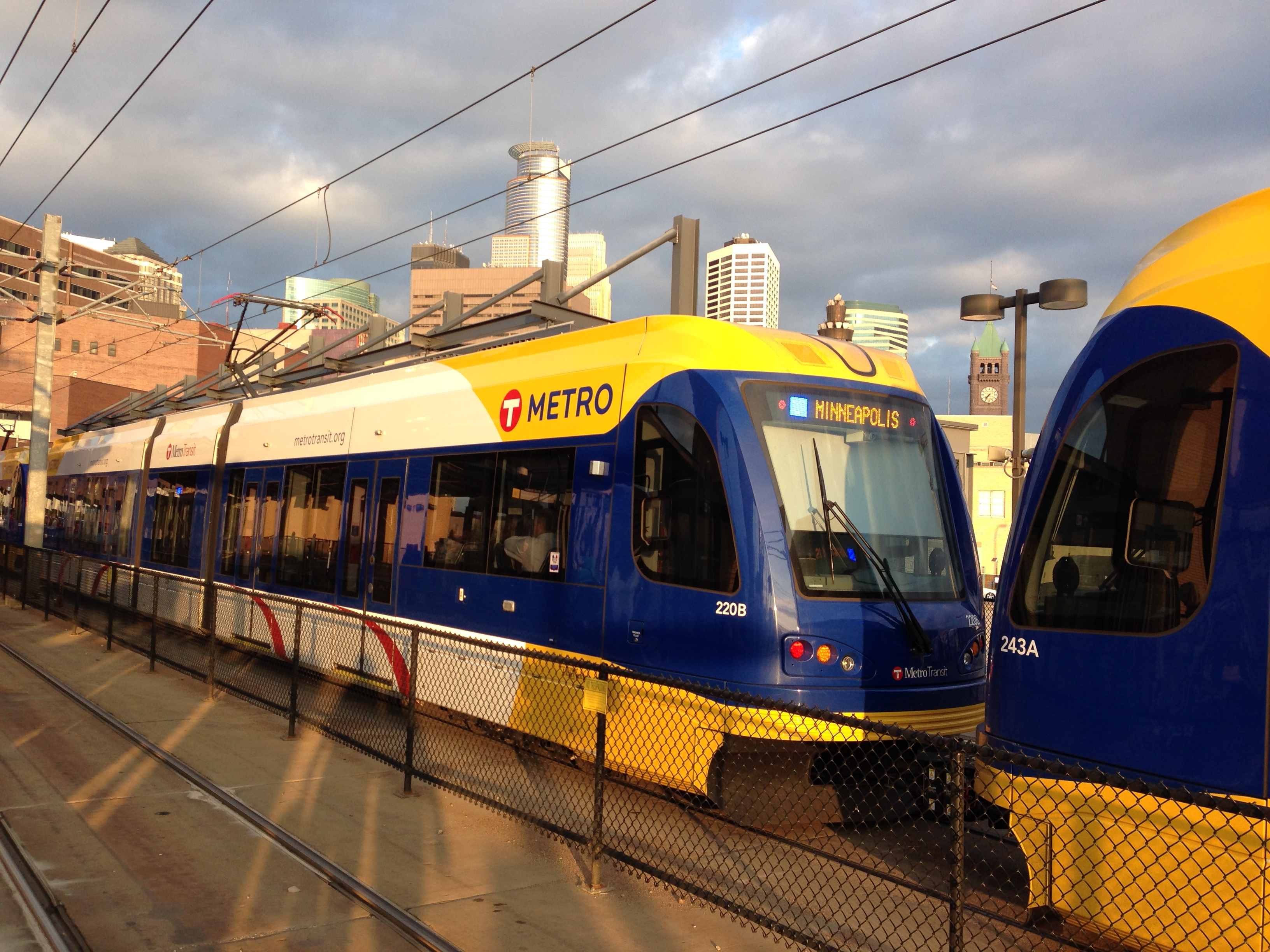
連結運転を実施するS70（2014年撮影）

| 製造年   | 総数       | 軌間       | 架線電圧             | 編成                                          | 運転台                                    | 台車数                              | 備考・参考    |
| -------- | ---------- | ---------- | -------------------- | --------------------------------------------- | ----------------------------------------- | ----------------------------------- | ------------- |
| 2012-    | 91両(201-) | 1,435mm    | 直流750V             | 3車体連接車                                   | 両運転台                                  | 2台(動力台車) 1台(付随台車)         | [ 32 ] [ 33 ] |
| 2012-    | 全長       | 全幅       | 全高                 | 床面高さ                                      | 低床率                                    | 軸距                                | 重量          |
| 2012-    | 28,742mm   | 2,650mm    | 3,870mm (集電装置含) | 670mm(高床部分) 396mm(低床部分) 356mm(扉部分) | 70％                                      | 1,900mm(動力台車) 1,800mm(付随台車) | 48.8t         |
| 最高速度 | 加速度     | 常用減速度 | 非常減速度           | 着席定員                                      | 車椅子スペース 自転車ラック               | 最大定員                            | 主電動機出力  |
| 88km/h   | 1.34m/s2   | 1.34m/s2   | 2.2m/s2              | 63人                                          | 4箇所(車椅子スペース) 2箇所(自転車ラック) | 231人                               | 130kw×4基     |

### アトランタ

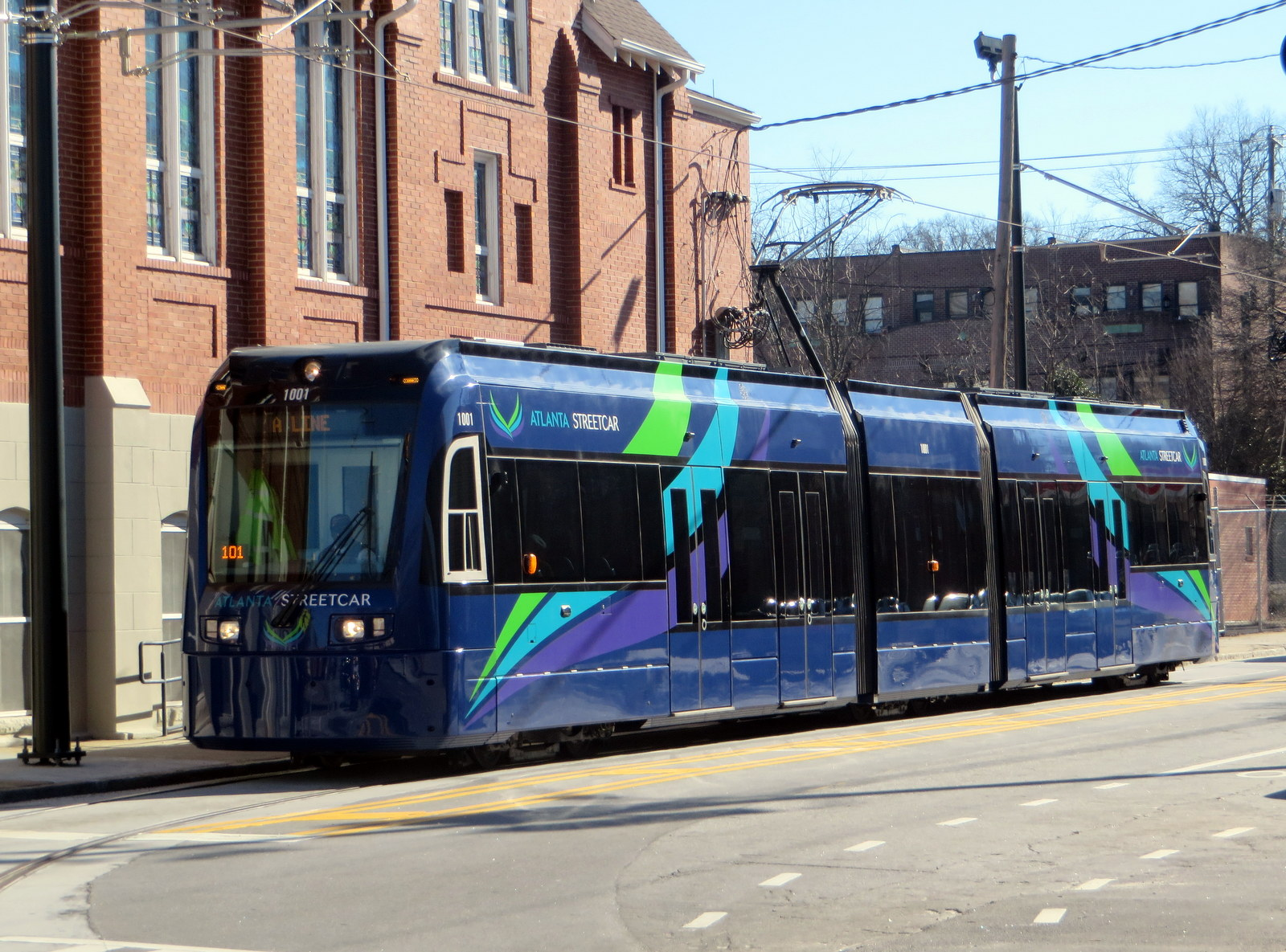
アトランタ・ストリートカー

ジョージア州アトランタの公共交通ネットワークであるアトランタ・マルタがアトランタ市内に運営するストリートカーであるアトランタ・ストリートカーでは、2014年の開通以降4両のS70（S70US）が使用されている。都心の併用軌道を走行する事から最高速度が56 km/h（35 mph）と遅めに設定されている一方、車内の座席配置を見直す事で収容客数の増加を図っている。また車内には4箇所の車椅子スペースが存在する他、床面高さが調節可能な油圧式サスペンションが搭載されており、停留所から段差なしでの乗降が可能となるなどバリアフリー対策も多数講じられている。

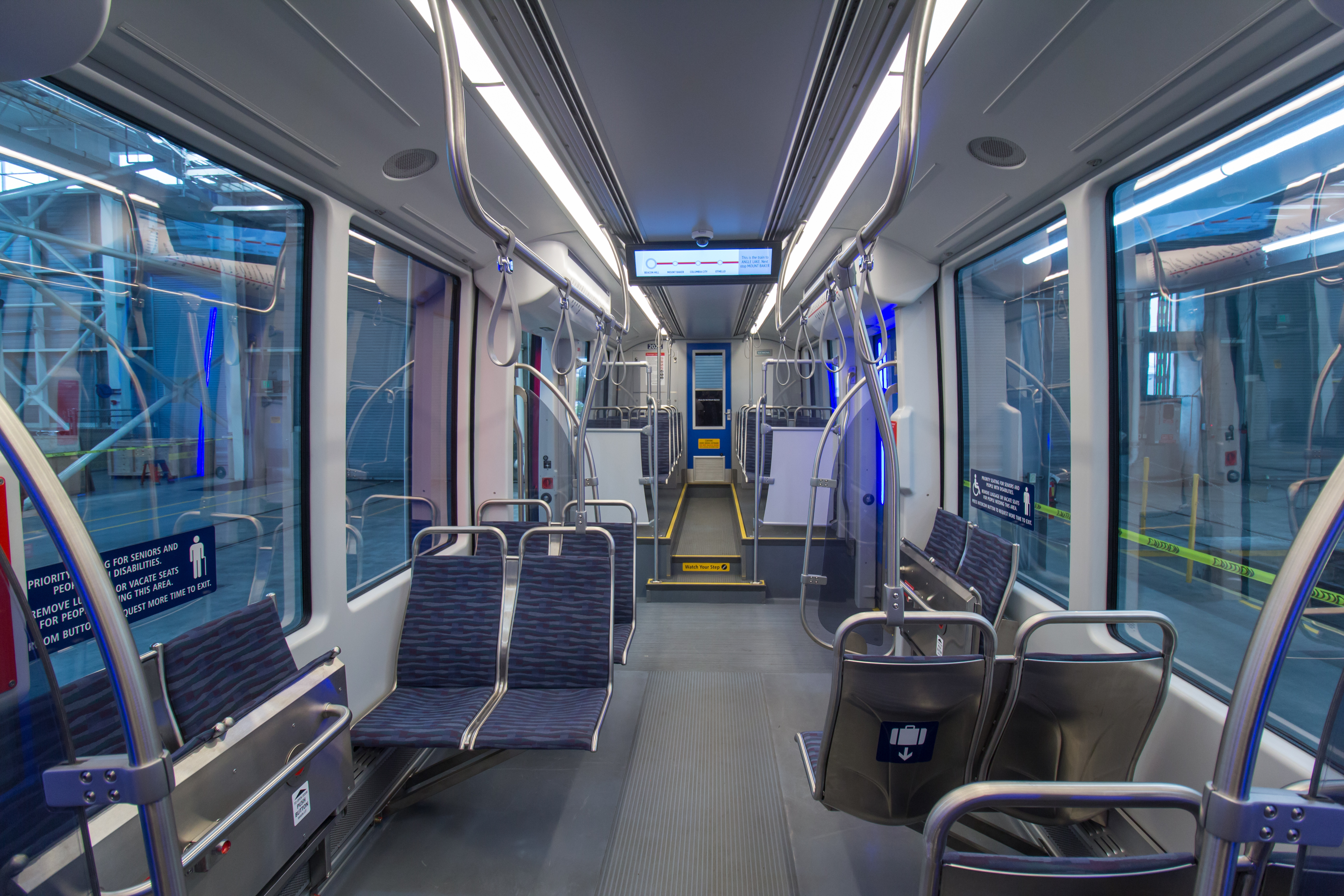
車内
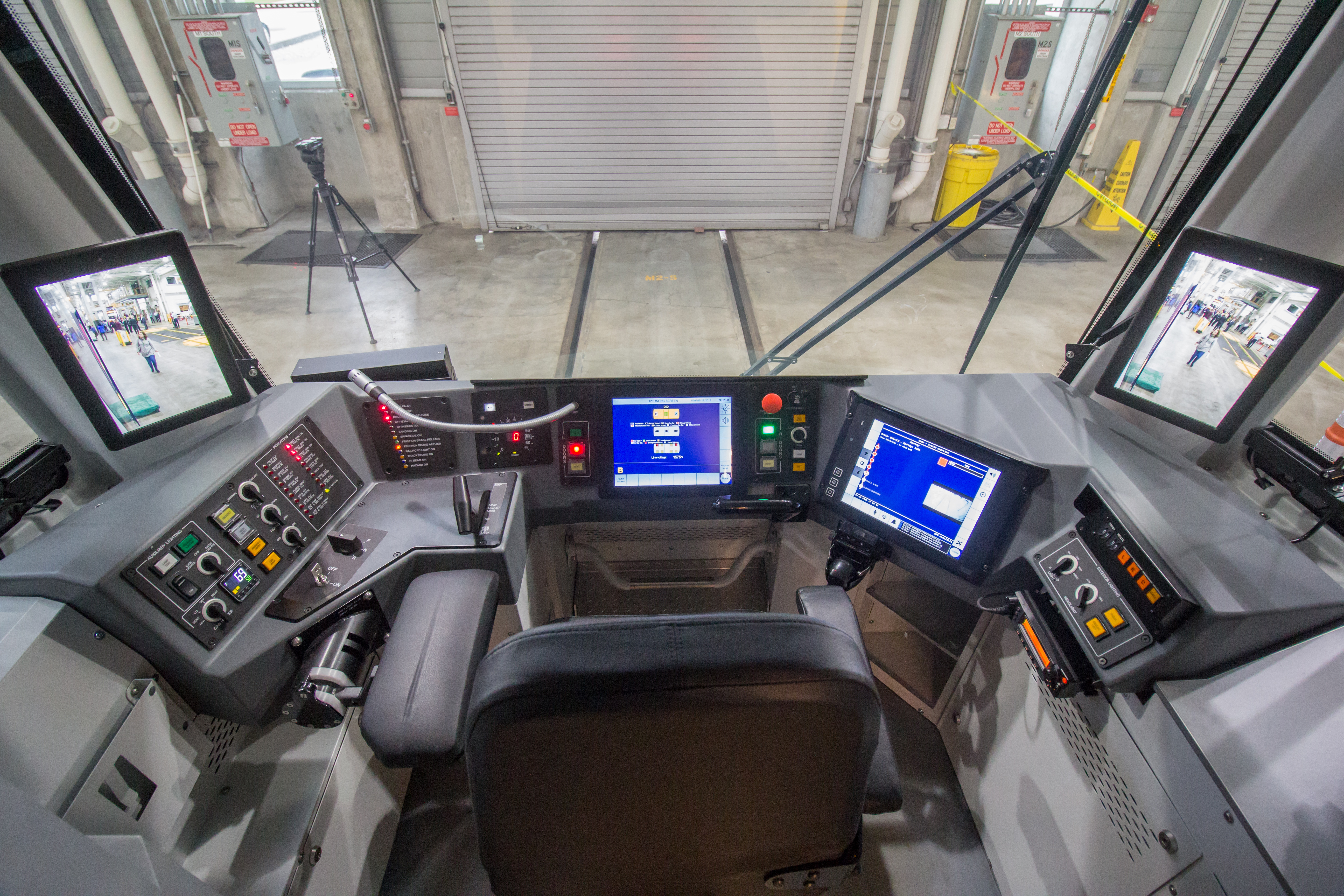
運転台
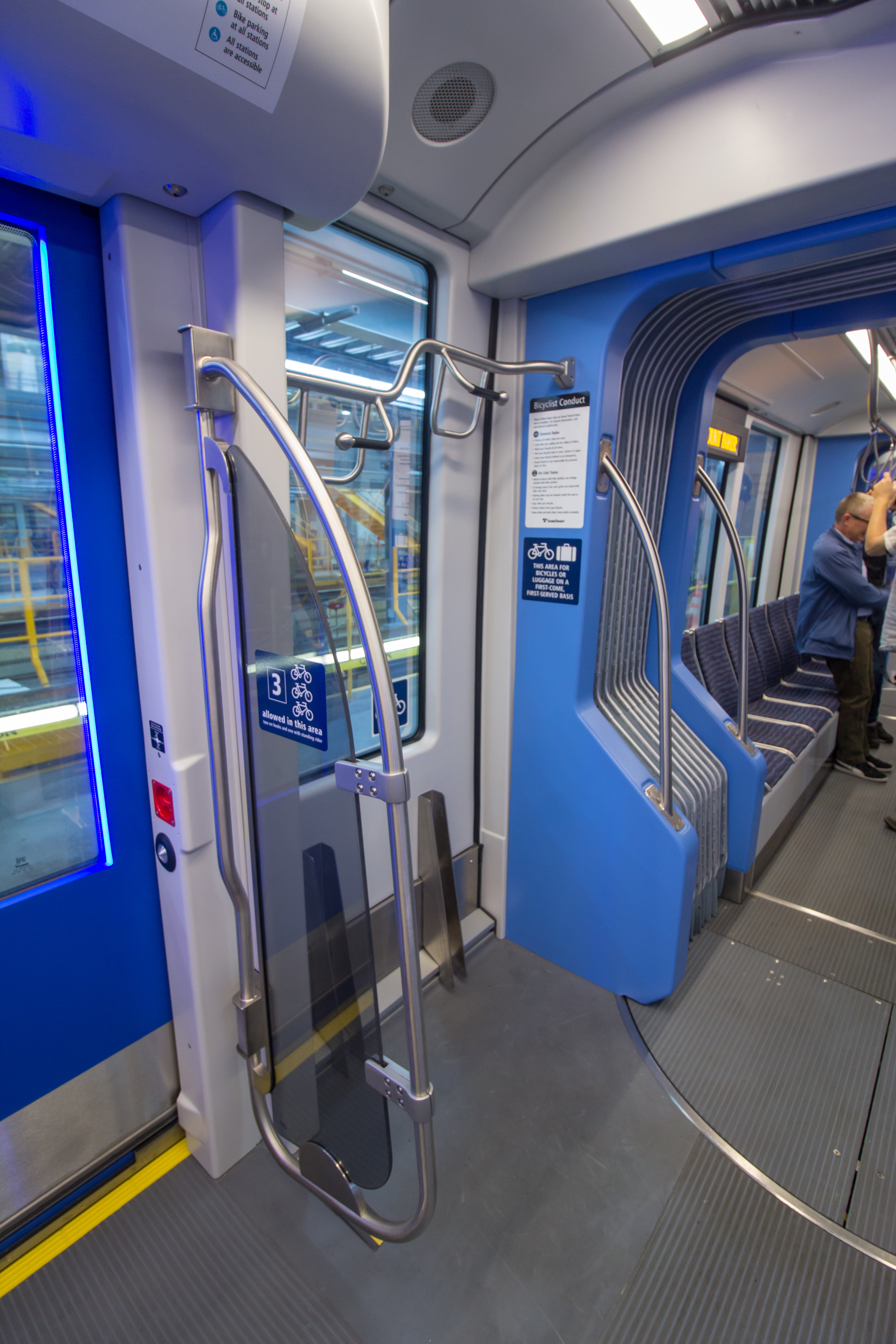
自転車ラック

| 製造年   | 総数           | 軌間       | 架線電圧             | 編成                            | 運転台         | 台車数                              | 備考・参考    |
| -------- | -------------- | ---------- | -------------------- | ------------------------------- | -------------- | ----------------------------------- | ------------- |
| 2014     | 4両(1001-1004) | 1,435mm    | 直流750V             | 3車体連接車                     | 両運転台       | 2台(動力台車) 1台(付随台車)         | [ 36 ] [ 38 ] |
| 2014     | 全長           | 全幅       | 全高                 | 床面高さ                        | 低床率         | 軸距                                | 重量          |
| 2014     | 24,110mm       | 2,654mm    | 3,840mm (集電装置含) | 985mm(高床部分) 356mm(低床部分) | 70％           | 1,900mm(動力台車) 1,800mm(付随台車) | 43.7t         |
| 最高速度 | 加速度         | 常用減速度 | 非常減速度           | 着席定員                        | 車椅子スペース | 最大定員                            | 主電動機出力  |
| 56km/h   | 1.34m/s2       | 1.34m/s2   | 2.25m/s2             | 60人                            | 4箇所          | 195人                               | 130kw×4基     |

### シアトル

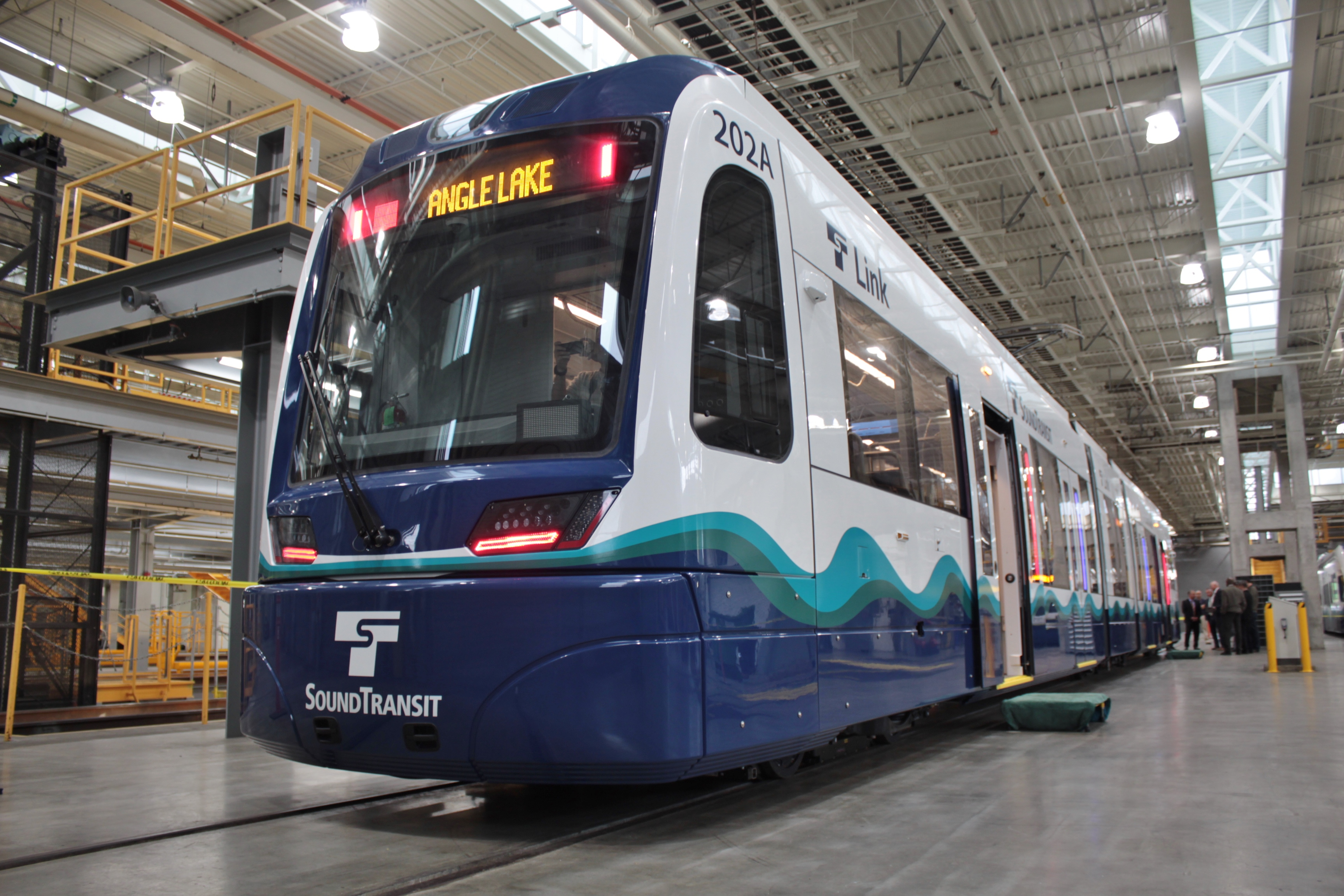
リンク・ライトレール

ワシントン州シアトルを中心とした路線網であるリンク・ライトレールを運営するサウンド・トランジットは、2021年以降に実施予定の大規模な延伸計画や列車本数・編成両数の増加に合わせ、2016年にシーメンスとの間で122両分のS70の発注契約を交わした。さらに翌2017年には30両のオプション分の追加発注が実施され、合計金額は6億4,250万ドルとなった。2019年に最初の車両が完成し、翌2020年から2024年にかけて納入が行われる予定である。

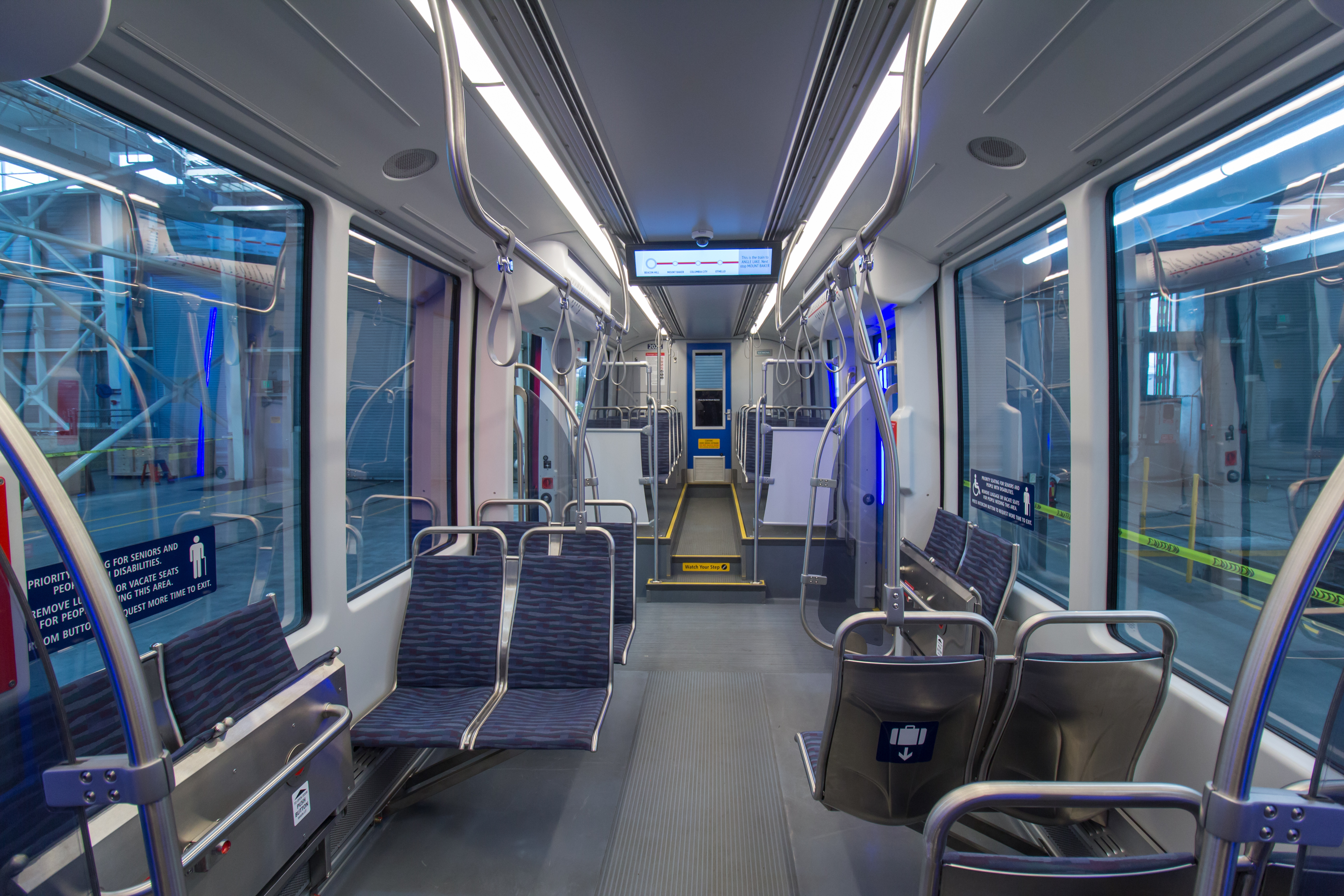
車内
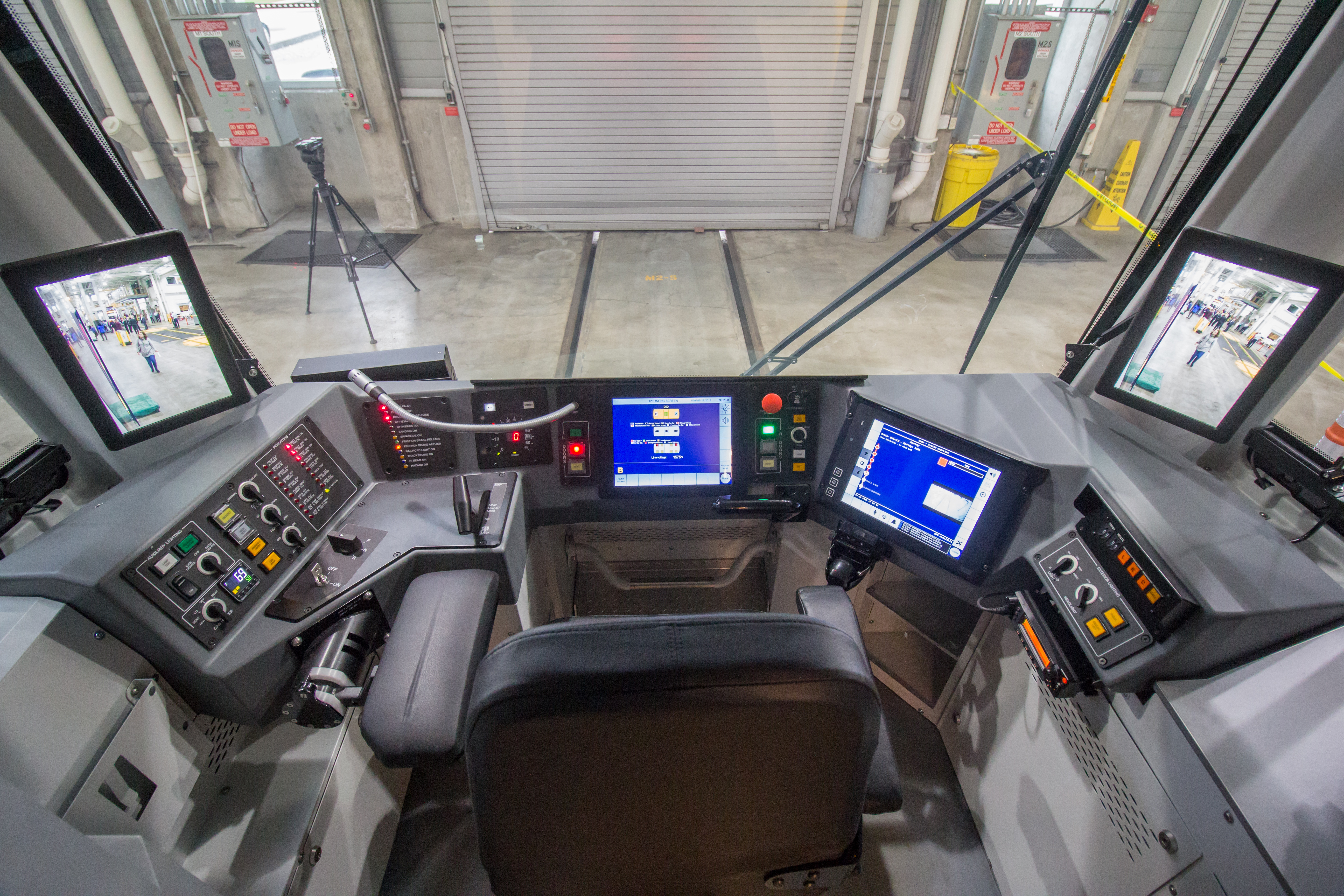
運転台
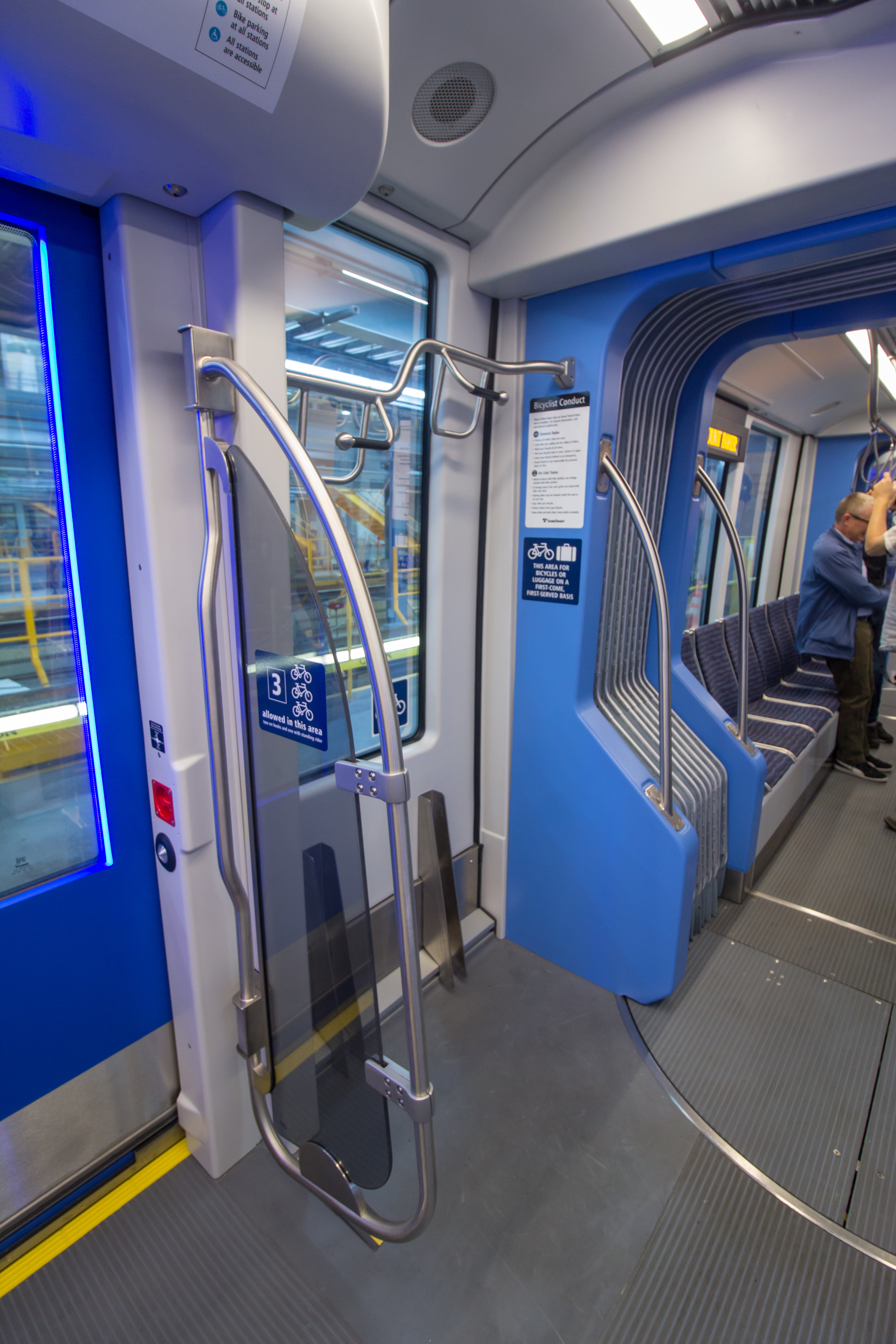
自転車ラック

| 製造年       | 総数     | 軌間       | 架線電圧             | 編成                                          | 運転台         | 台車数                              | 備考・参考   |
| ------------ | -------- | ---------- | -------------------- | --------------------------------------------- | -------------- | ----------------------------------- | ------------ |
| 2019-        | 152両    | 1,435mm    | 直流1,500V           | 3車体連接車                                   | 両運転台       | 2台(動力台車) 1台(付随台車)         | [ 41 ]       |
| 2019-        | 全長     | 全幅       | 全高                 | 床面高さ                                      | 低床率         | 軸距                                | 重量         |
| 2019-        | 28,942mm | 2,650mm    | 3,870mm (集電装置含) | 881mm(高床部分) 381mm(低床部分) 366mm(扉部分) | 70％           | 1,900mm(動力台車) 1,800mm(付随台車) | 46.9t        |
| 営業最高速度 | 加速度   | 常用減速度 | 非常減速度           | 着席定員                                      | フリースペース | 最大定員                            | 主電動機出力 |
| 105km/h      | 1.34m/s2 | 1.34m/s2   | 2.23m/s2             | 74人                                          | 4箇所          | 225人                               | 130kw×4基    |

### フェニックス
アリゾナ州フェニックスを中心に公共交通機関を運営するバレーメトロのライトレールであるバレーメトロレールは、路線延伸や利用客増加への対応から2017年に11両分のS70の発注を実施し、後に4両の追加発注も行われた。2022年から営業運転を開始しており、他に53両分の追加発注が可能なオプション契約が結ばれている。
| 製造年       | 総数       | 軌間       | 架線電圧             | 編成                            | 運転台         | 台車数                              | 備考・参考           |
| ------------ | ---------- | ---------- | -------------------- | ------------------------------- | -------------- | ----------------------------------- | -------------------- |
| 2022-        | 78両(予定) | 1,435mm    | 直流750V             | 3車体連接車                     | 両運転台       | 2台(動力台車) 1台(付随台車)         | [ 44 ] [ 45 ] [ 46 ] |
| 2022-        | 全長       | 全幅       | 全高                 | 床面高さ                        | 低床率         | 軸距                                | 重量                 |
| 2022-        | 27,900mm   | 2,650mm    | 3,870mm (集電装置含) | 881mm(高床部分) 356mm(低床部分) | 70％           | 1,900mm(動力台車) 1,800mm(付随台車) | 47.55t               |
| 営業最高速度 | 加速度     | 常用減速度 | 非常減速度           | 着席定員                        | 車椅子スペース | 最大定員                            | 主電動機出力         |
| 88km/h       | 1.34m/s2   | 1.34m/s2   | 2.00m/s2             | 62人                            | 4箇所          | 210人                               | 130kw×4基            |

### オレンジ郡
カリフォルニア州オレンジ郡に2020年以降開通予定のOCストリートカーには、8両のS70が導入される事になっている。2018年にオレンジ郡運輸公社（Orange County Transportation Authority, OCTA）によって発注が行われており、10両の追加発注も可能なオプションも契約に含まれている。

### サクラメント
カリフォルニア州サクラメント (カリフォルニア州)で公共交通機関を運営するサクラメント地域交通局は、2020年にライトレール路線（サクラメントRTライトレール）向けの新型車両・S700の契約をシーメンスとの間に結んだ。これは開業時から使用されていたU2A形の置き換えやライトレールの近代化を目的としたもので、2020年に締結した当初の契約分では20両の導入が計画されていたが、その後2022年にオプション権を行使する形で8両の追加発注が実施されている。2023年に最初の車両がサクラメントに納入されており、プラットホームの嵩上げを始めとした施設の改良を経て2024年夏季から順次営業運転に投入される予定となっている。

## 未導入都市

### オタワ
カナダのオンタリオ州オタワの都市鉄道であるO-トレインの一環として市内を南北に結ぶライトレール路線が計画され、その建設にシーメンスが携わった事により、開通に併せてS70の導入が予定されていた。だが、オタワ市議会での採択により計画自体が中止されたため、これらの車両が製造される事は無かった。

## アヴァント
上記の北アメリカ向け車両を基に開発されたヨーロッパ向け車両はアヴァント（Avanto）と呼ばれており、2019年の時点で鉄道規格で建設された路線を走行するトラムトレイン用としてフランス国鉄（SNCF）が導入している。編成は5車体連接式で、中央部の車体は台車がないフローティング構造である。路面電車と普通鉄道という線路条件や安全基準が異なる路線を直通するため、直流750 V（路面電車、ライトレール区間）と交流25 kV（普通鉄道区間）双方の電圧に対応可能な構造になっている他、事故の際の安全対策のため車体の強度が増している。車体や内装のデザインについては、ドイツ・ミュンヘンのインダストリアルデザイン企業であるデジタルフォーム（Digitalform）が手掛けている。
フランス国鉄ではアヴァントにU22500形という形式名を付けており、フランス初のトラムトレインとして2006年に開通したパリ（イル＝ド＝フランス地域圏）のT4号線向けに15両、ミュルーズ中心部 - タン間を結ぶトラムトレイン（2010年開通）向けに12両が製造されている。また、パリで使用されている車両のうち1両については、2017年以降に省エネ、低騒音、メンテナンスコスト削減などの効果を持つ、三菱電機製の走行風自冷式の屋根上設置型変圧器への換装を実施している。ただし、これを含めたパリ向け車両については車種統一による合理化施策に加え、導入されたT4号線の新規区間の勾配に適合していない、故障が頻発するといった問題から、2022年以降アルストム製のシタディス・デュアリスによる置き換えが進められ、全車とも運用を離脱している。

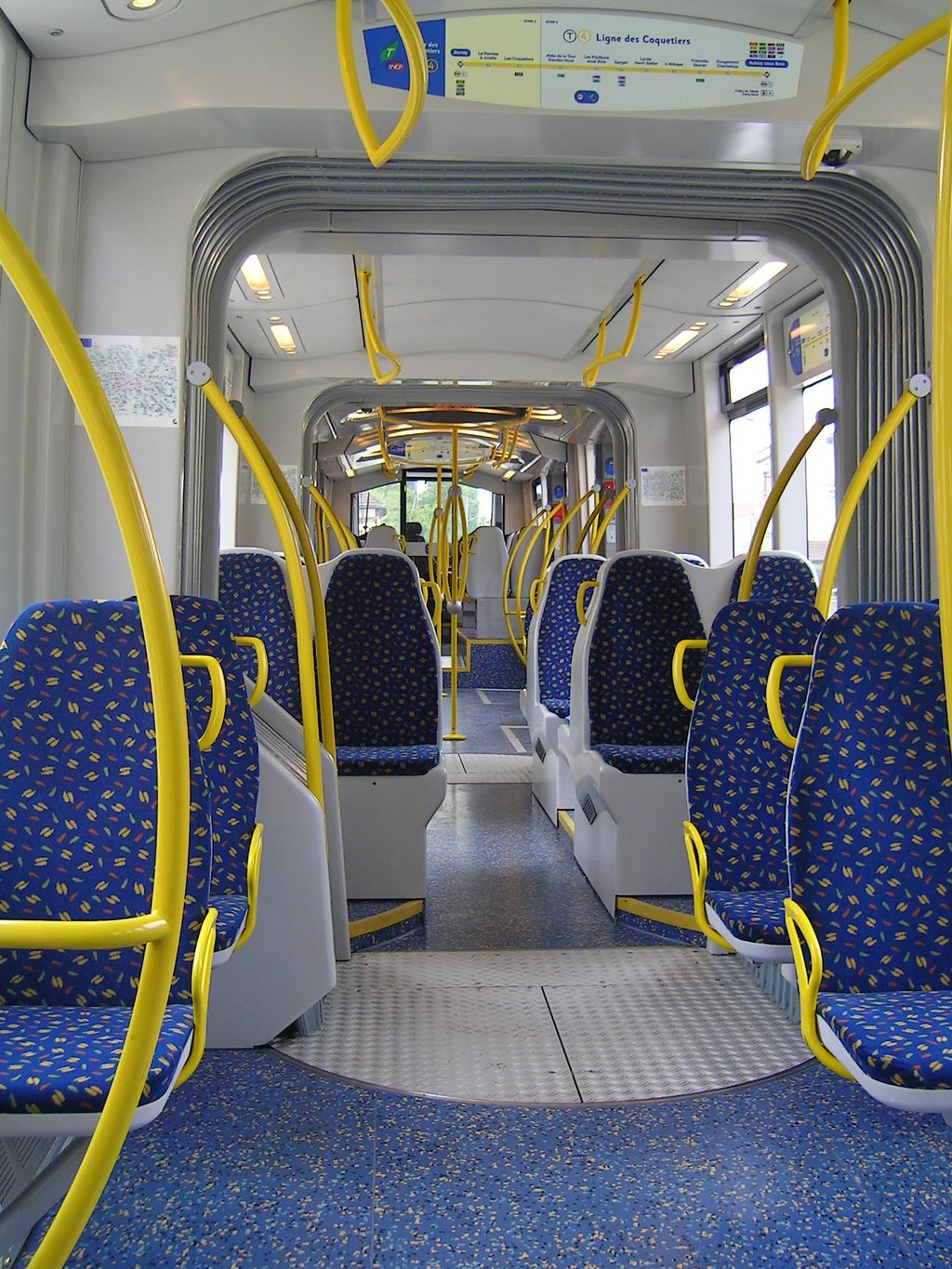
車内（イル＝ド＝フランス地域圏：T4線）
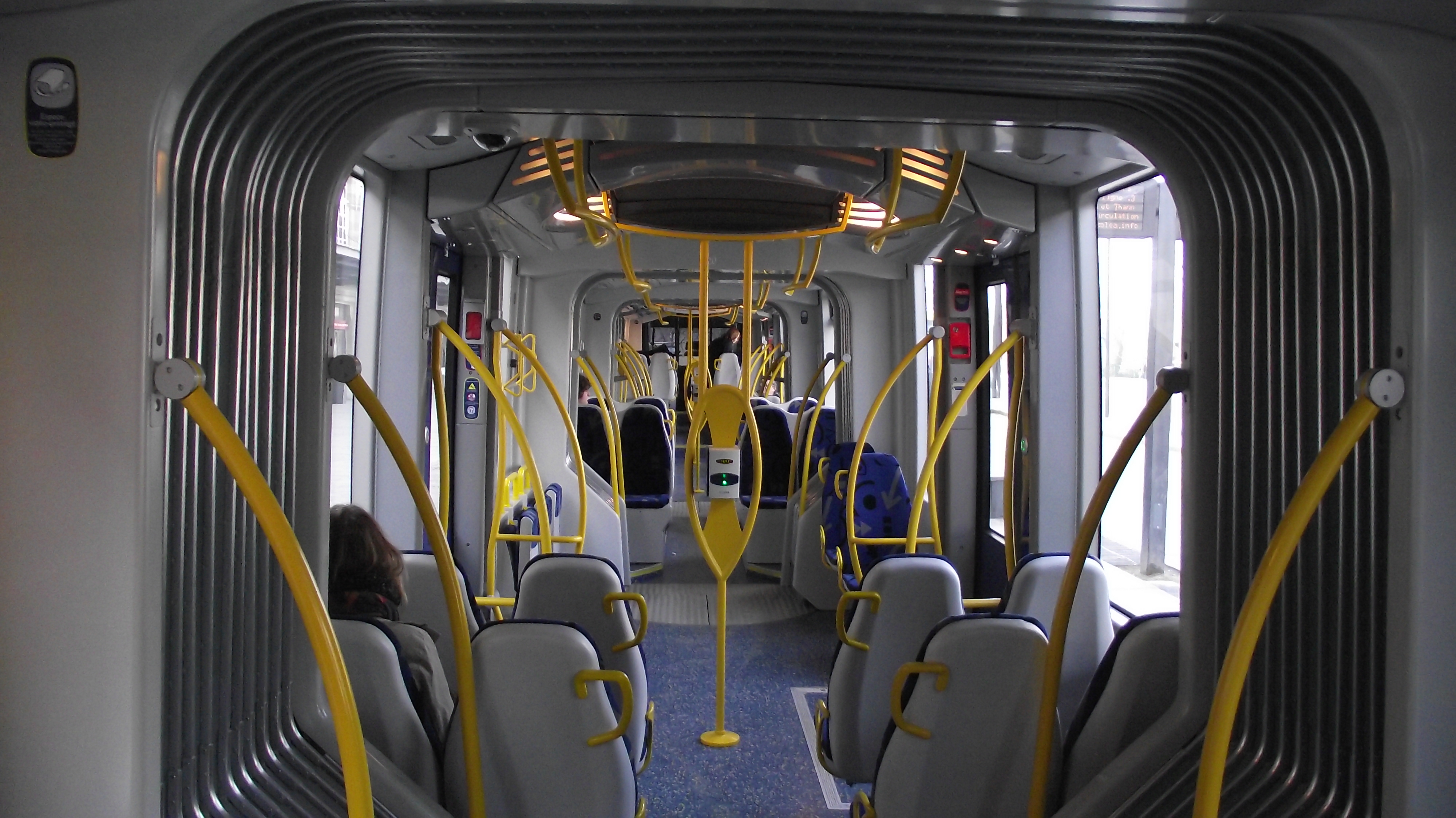
車内（ミュルーズ：トラムトレイン）
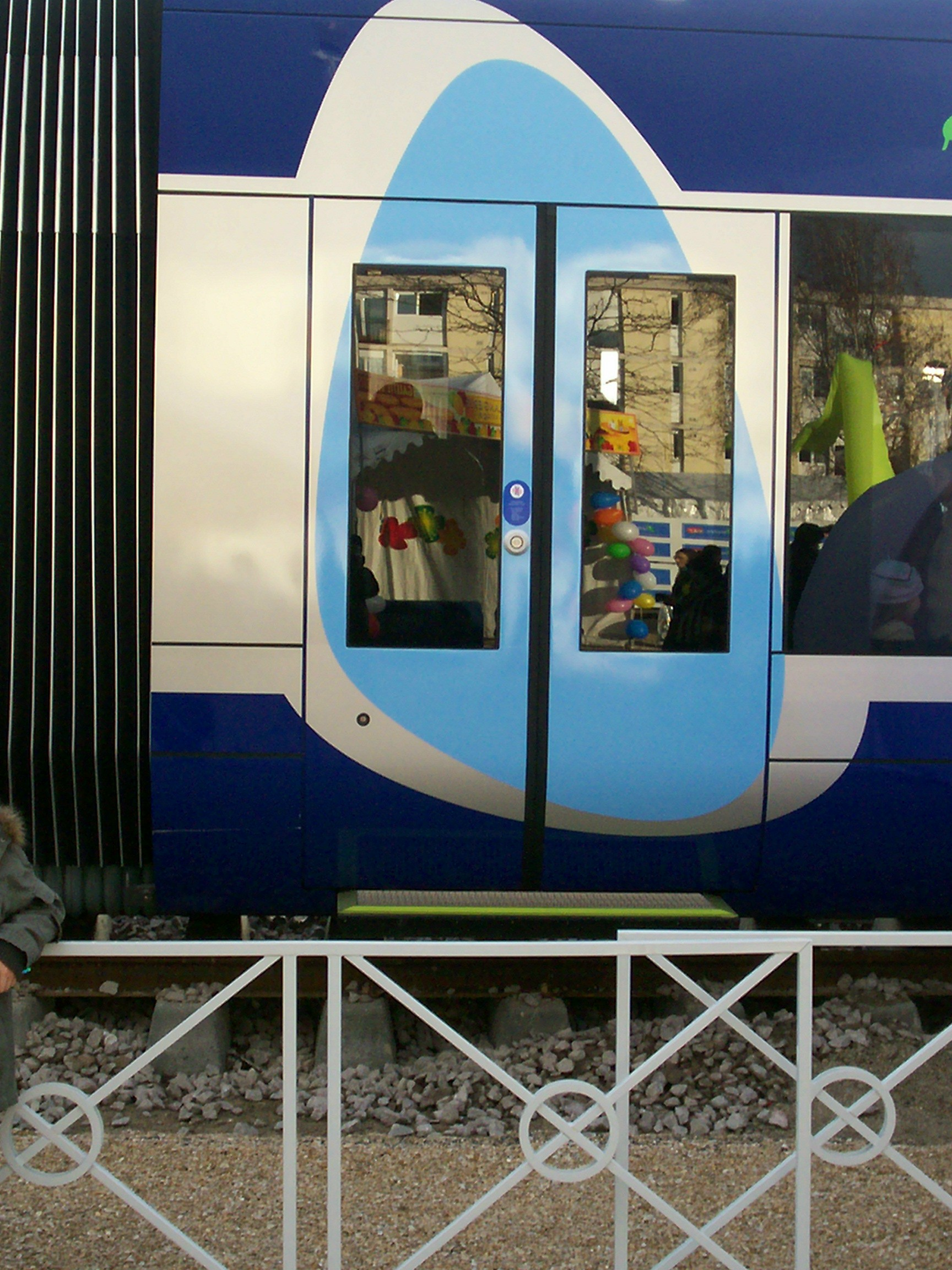
乗降扉にはプラグドアを採用している（イル＝ド＝フランス地域圏：T4線）
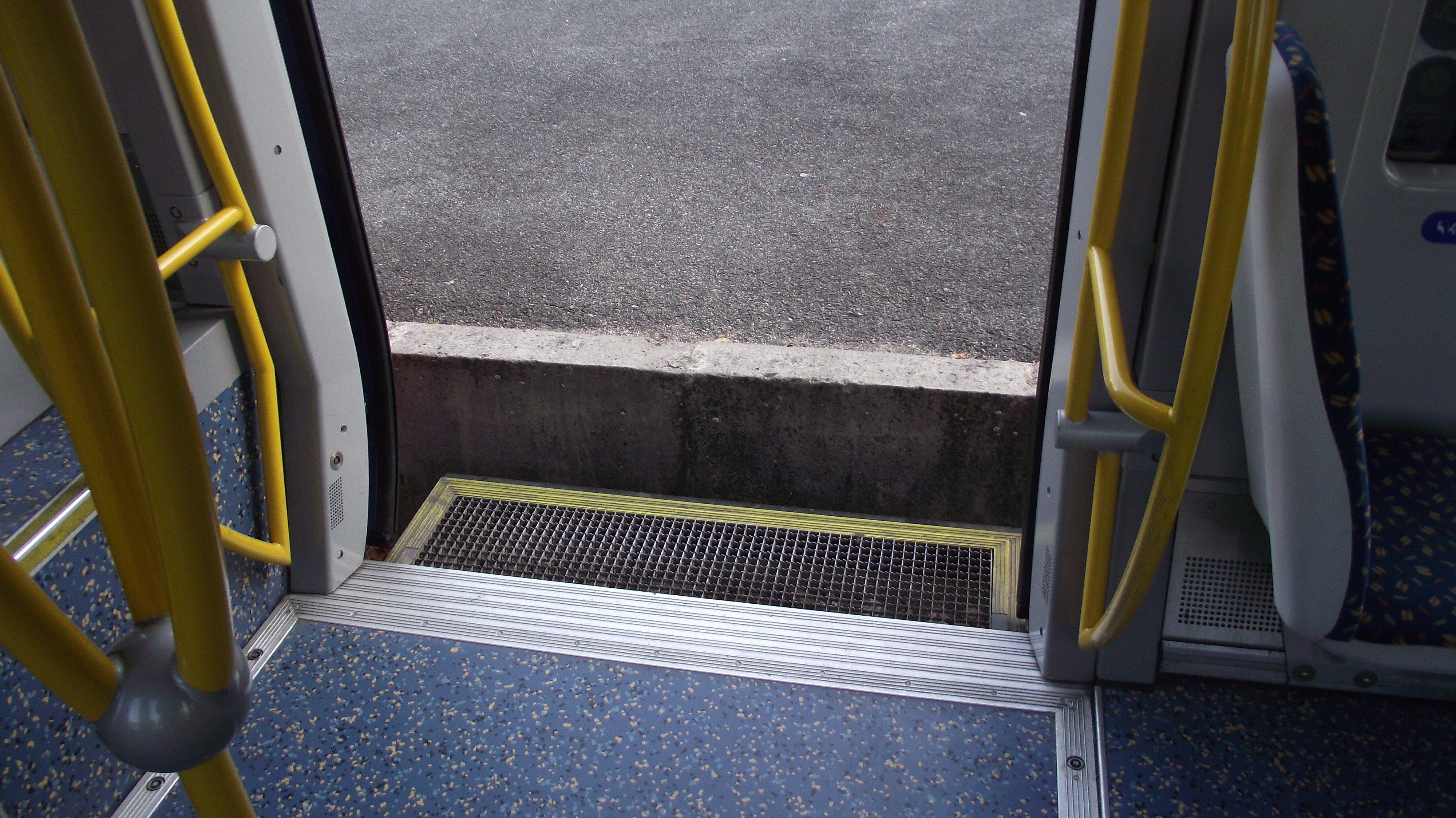
鉄道駅のプラットホームでは乗降用ステップが展開する（イル＝ド＝フランス地域圏：T4線）
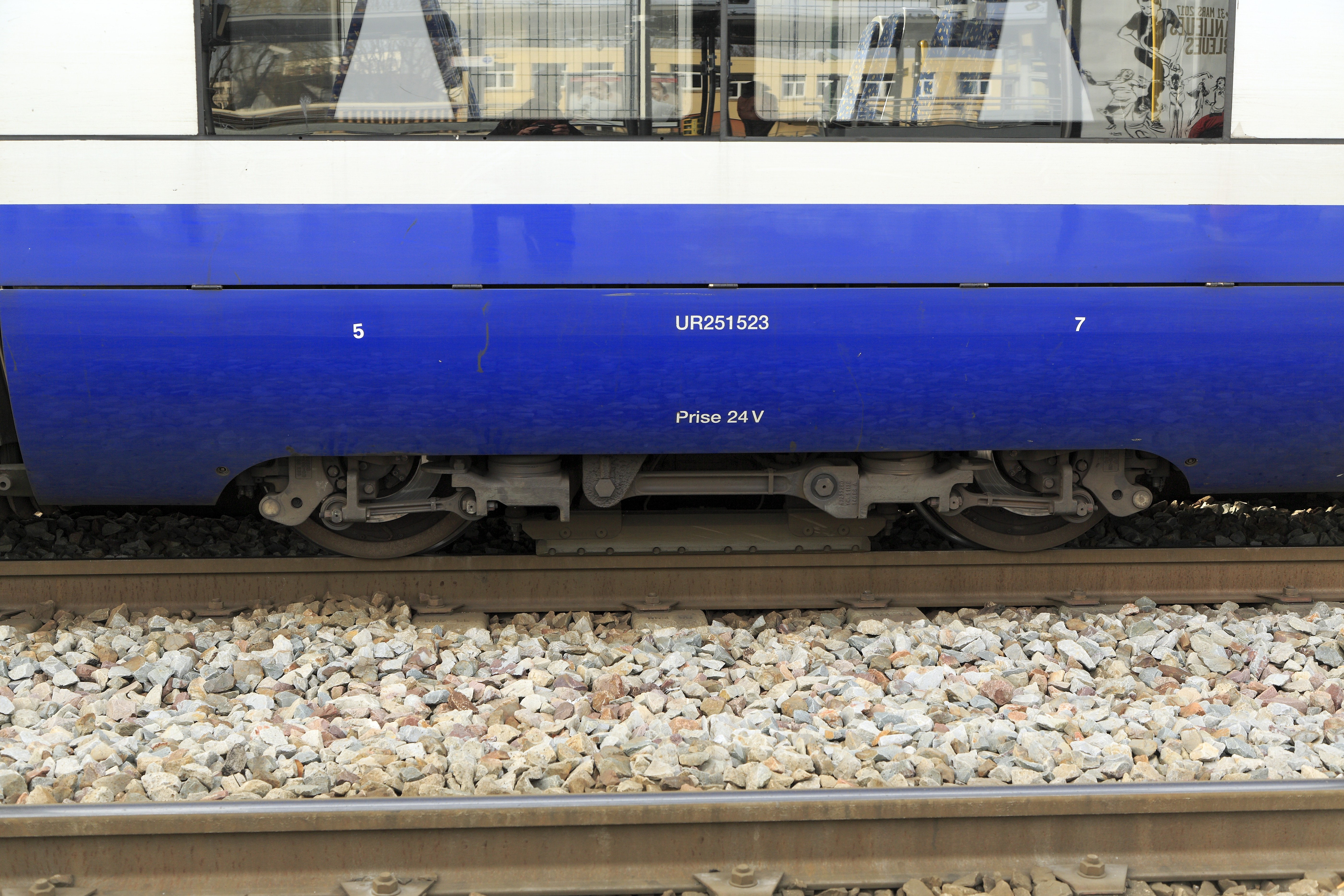
付随台車

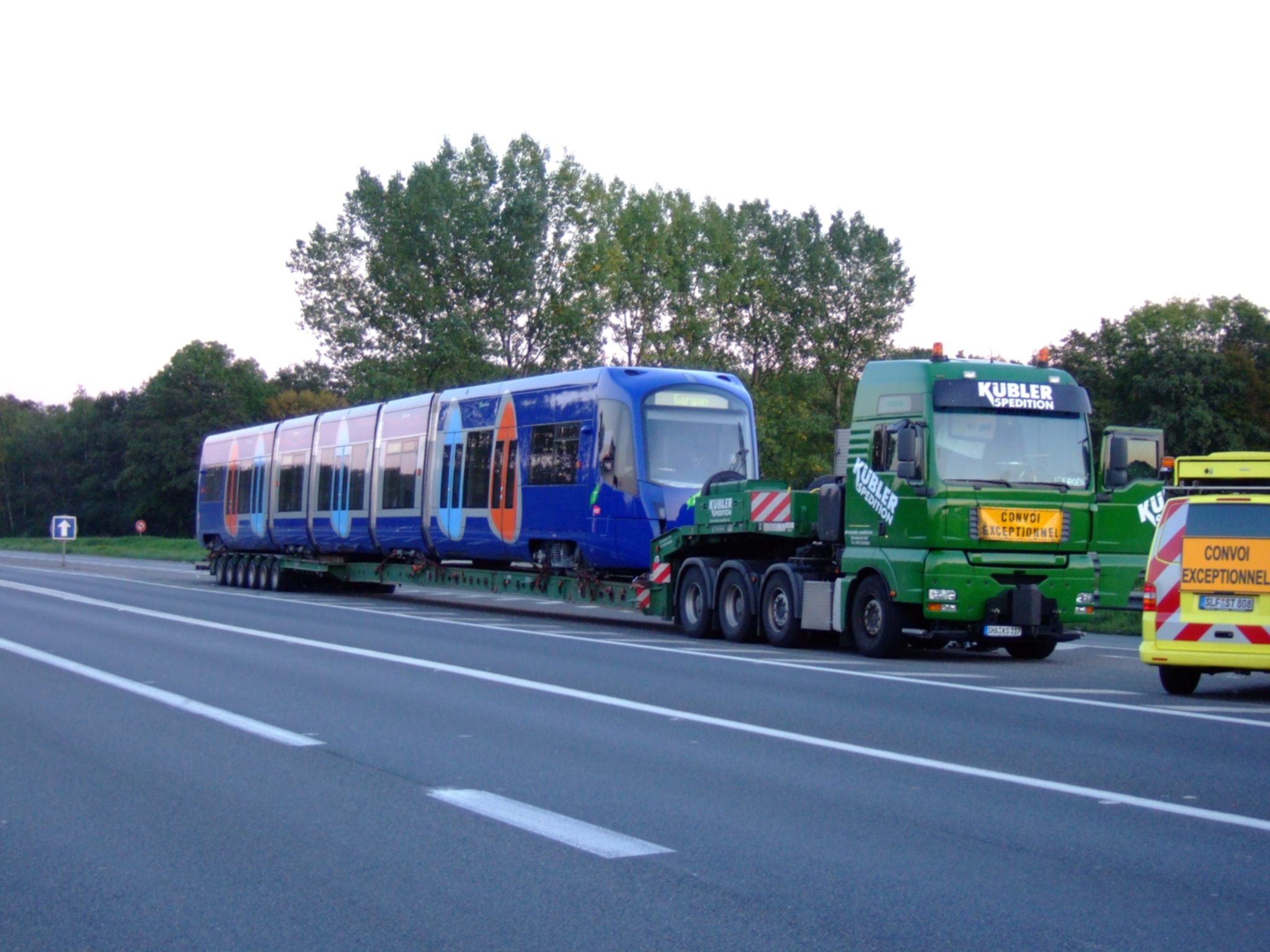
製造後トラックで輸送されるイル＝ド＝フランス地域圏・T4線向けのU25500形（2006年撮影）
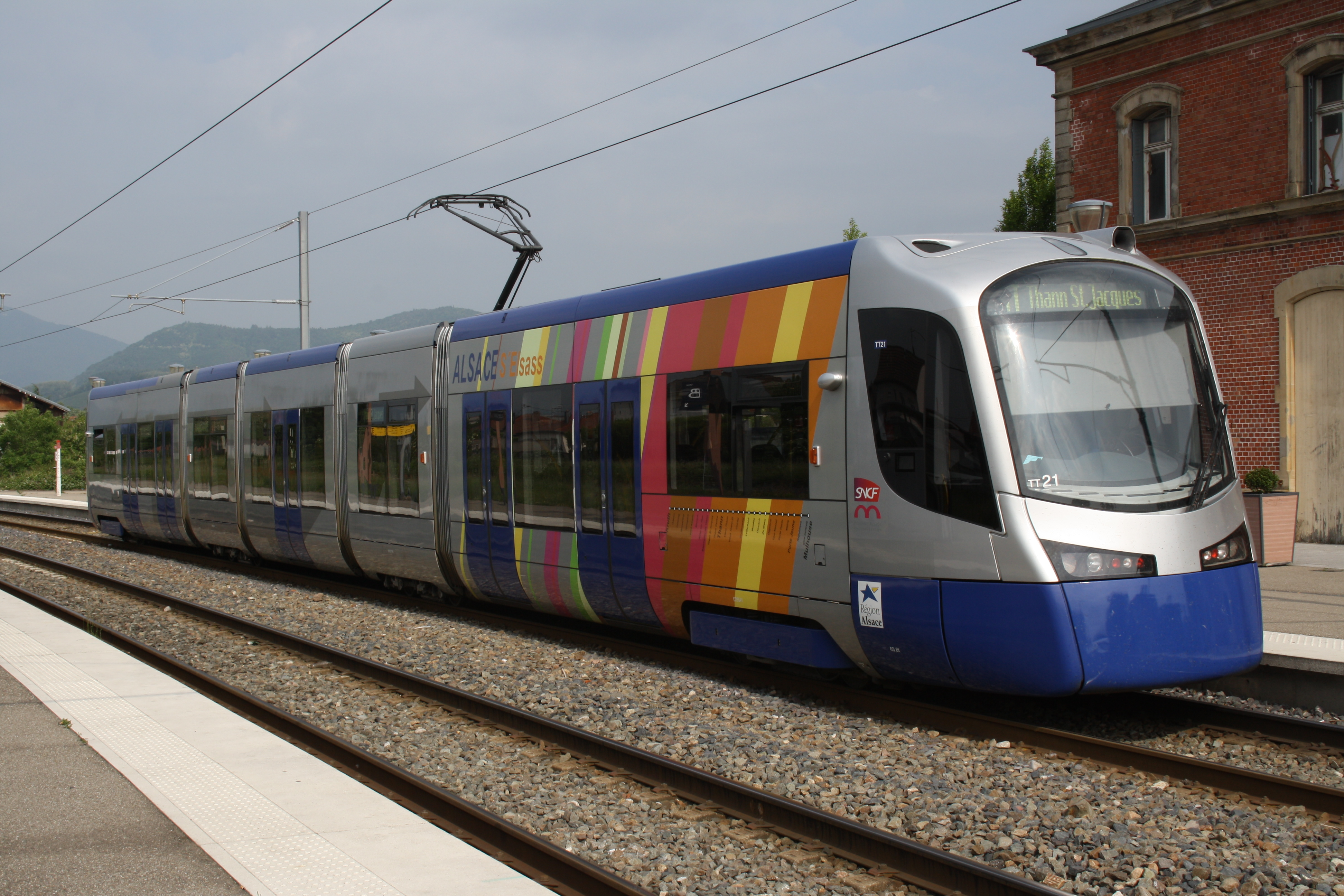
ミュルーズ - タン間のトラムトレインに使用されるU22500形（2018年撮影）
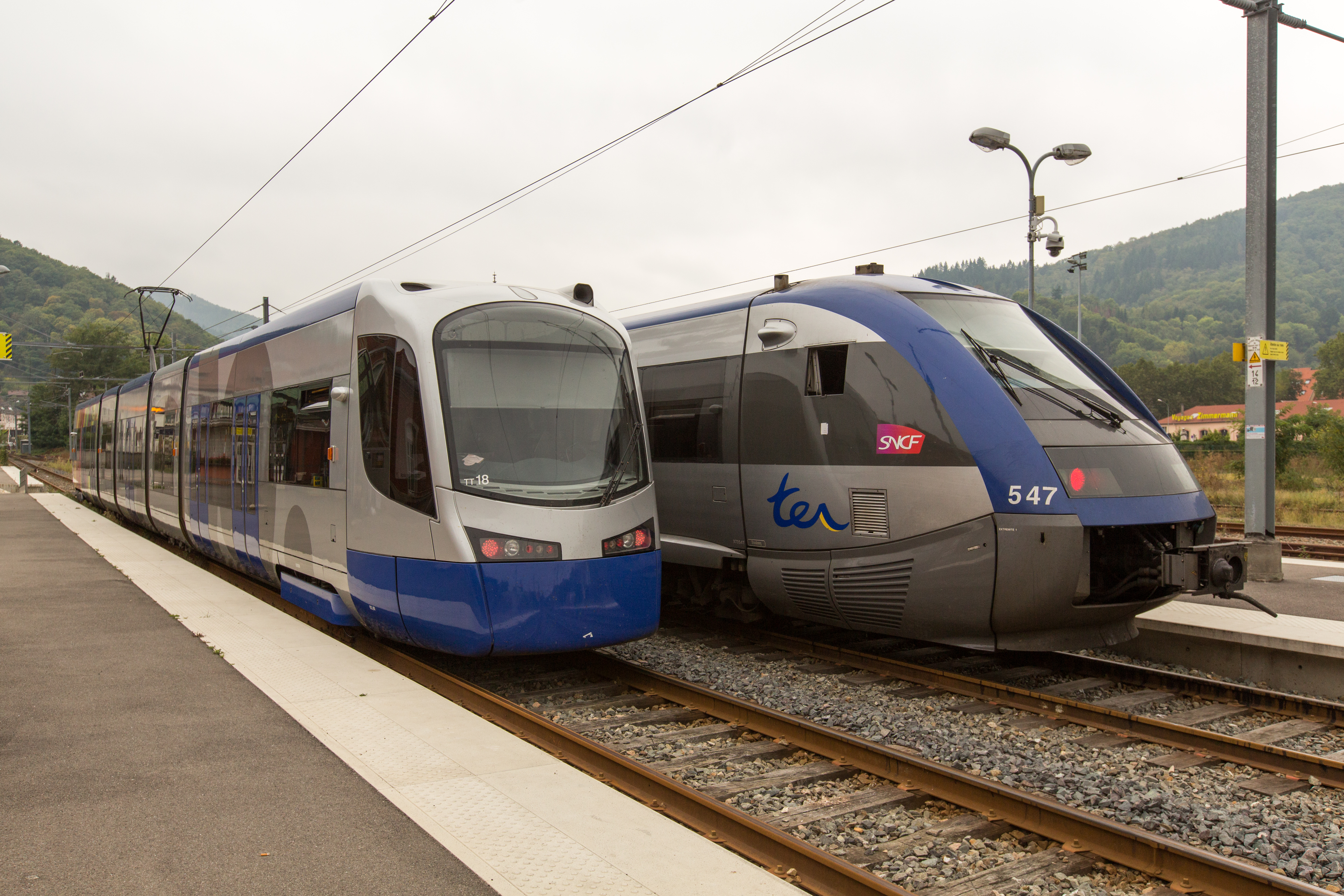
鉄道線で使用されるフランス国鉄の気動車（右）と並ぶU22500形（左）（2013年撮影）
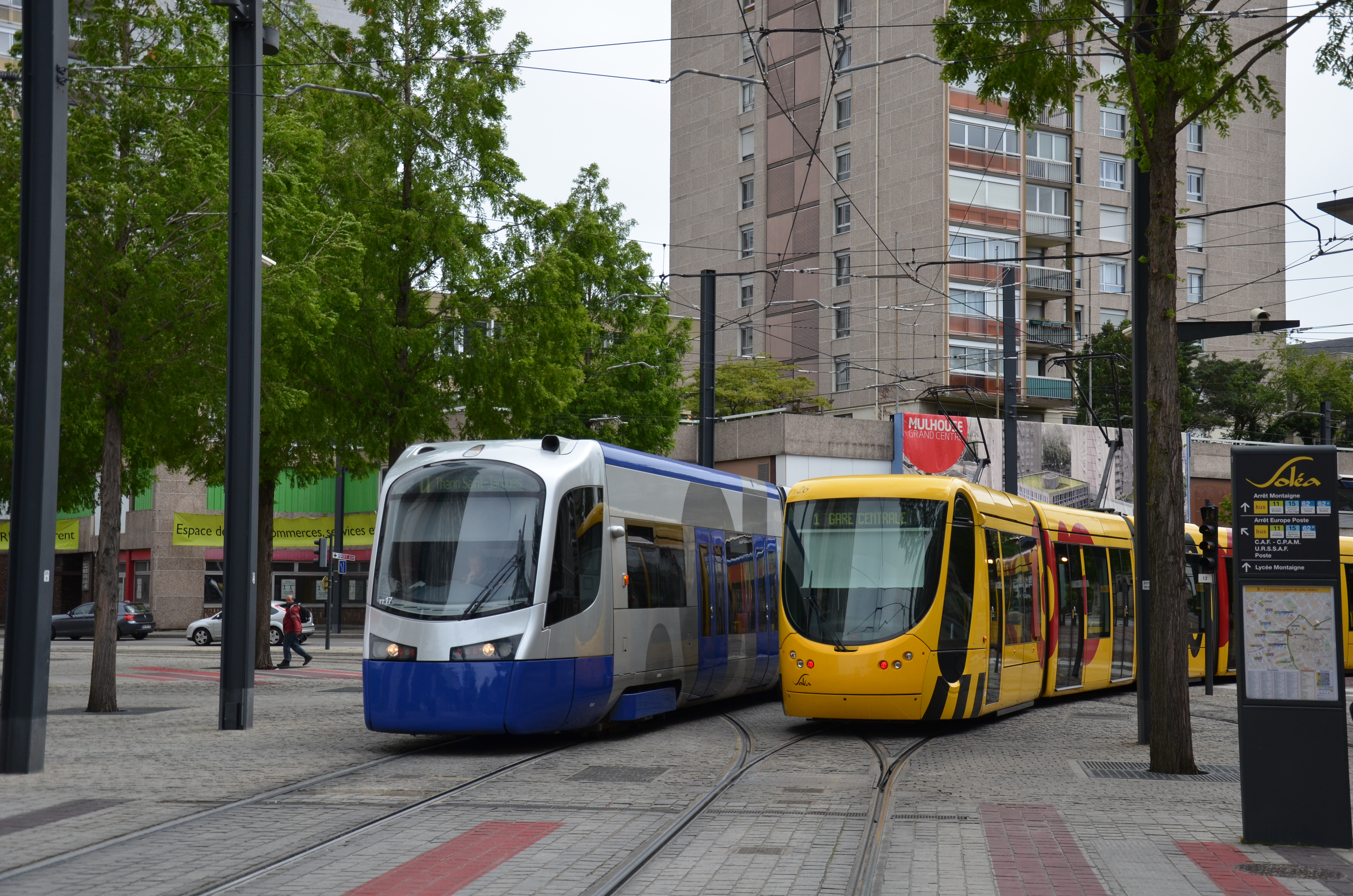
ミュルーズ中心部では路面電車（右）と同じ線路を走る（2014年撮影）